# Scherenschleifer

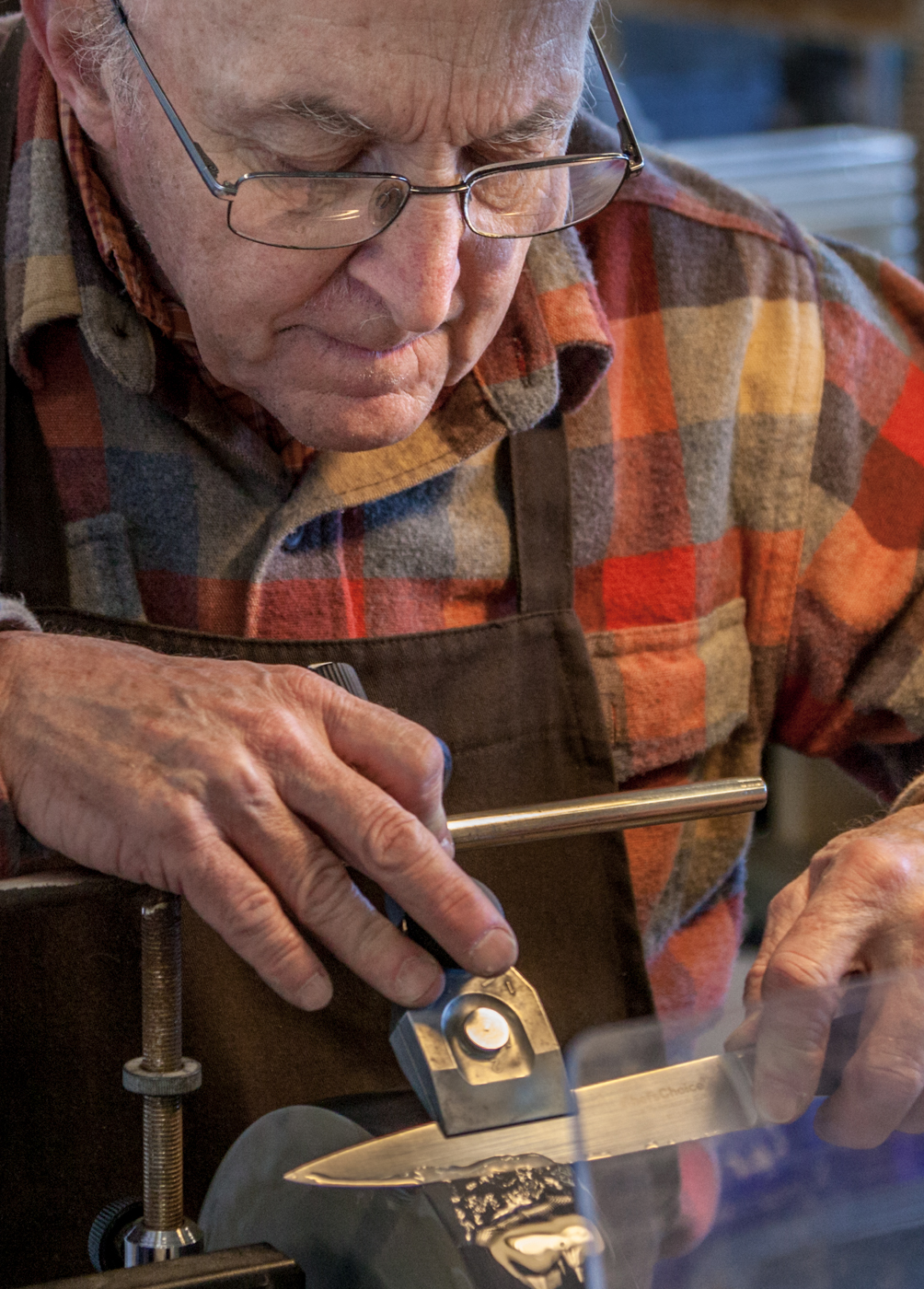
Messer- und Scherenschleifer beim Schärfen eines Messers an einer wassergekühlten Schleifscheibe, 2018

Scherenschleifer, teils auch Scheren- und Messerschleifer oder Messer- und Scherenschleifer, kurz auch Messerschleifer, sind Handwerker, die stumpfe Messer, Scheren und anderes Schneidwerkzeug schärfen und instand setzen. Es handelt sich um einen Anlernberuf, der gleichwohl viel Erfahrung erfordert.
Fahrende Messer- und Scherenschleifer, auch Wanderschleifer sowie veraltet Karrenschleifer genannt, gibt es in Europa bereits seit dem Mittelalter. Traditionell stammten sie aus einigen wenigen Herkunftsregionen im Norden Italiens und Nordwesten Spaniens. Zudem wurde das Wanderhandwerk vom sogenannten fahrenden Volk, darunter auch Sinti und Roma, ausgeübt und gehört insbesondere in Mittel- und Westeuropa zu den traditionellen Berufen der Jenischen. Sie zogen durch die Orte und boten das Schleifen und Schärfen von Messern und Scheren an. In der zweiten Hälfte des 20. Jahrhunderts ging die Nachfrage stark zurück und kam nahezu zum Erliegen. So verringerte sich der Bedarf zunehmend, weil Schneidwaren im häuslichen Bereich infolge des Rückgangs der allgemeinen agrarwirtschaftlichen Tätigkeit und des sich ändernden Angebots und Kaufverhaltens bei Lebensmitteln und Textilien insgesamt weniger eingesetzt wurden. Der Hauptgrund für die mangelnde Nachfrage liegt jedoch im Preisverfall von Neuware durch die aufgekommene Massenproduktion bei Schneidwaren.
Inzwischen wird der Beruf des Messer- und Scherenschleifers nur noch selten ausgeübt und zählt damit zu den vom Aussterben bedrohten Handwerken. Außerdem sind für Haushalt und Gewerbe vermehrt professionelle Schärfungswerkzeuge im Handel erhältlich. Der verringerte allgemeine Bedarf am Nachschärfen von stumpf gewordenen Messern und Scheren wird seit Ende des 20. Jahrhunderts meist von einer kleiner werdenden Zahl von mobilen, teils überregional umherziehenden Kleinunternehmern als Reisegewerbe und von verschiedenen stationären Fachbetrieben, teils mit Postversand, bedient.
Indes besteht nach wie vor kontinuierliche Nachfrage seitens einiger Branchen und Berufsgruppen, wie zum Beispiel in der Gastronomie, bei Schlachtbetrieben und Friseursalons sowie anspruchsvolleren Hobbyköchen, die oft hochwertige und meist sehr kostspielige Schneidwerkzeuge einsetzen. Neben dem Fachhandel hat sich so seit Ende des 20. Jahrhunderts eine Reihe von stationären und mobilen Schärf- und Schleifdiensten entwickelt, die meist spezialisierte Dienstleistungen anbieten.

## Geschichte

### Entstehung des Wandergewerbes und der Schleiftechnik

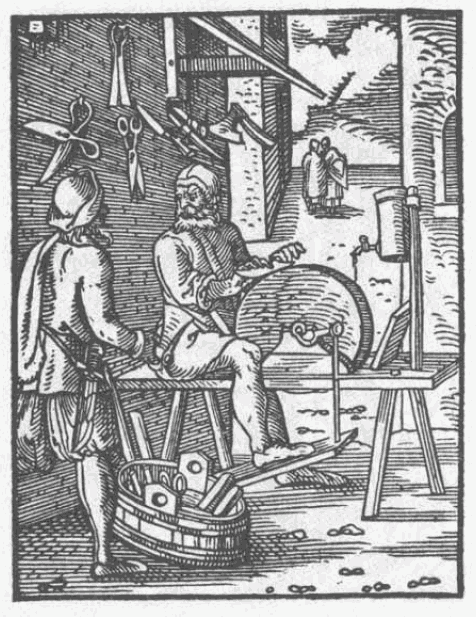
Scheren- und Messerschleifer, um 1568 (Holzschnitt aus Jost Ammans „Ständebuch“)

Mit der steigenden Nachfrage nach Hieb- und Stichwaffen ging um 1500 der Scheren- und Messerschleifer aus dem Handwerk des Waffenschmieds hervor. Der Name rührt von seiner Aufgabe her, ein Paar Scherenblätter passend zu schleifen. Während der Herstellung von Schwertern und Dolchen etc. mussten diese mehrmals geschliffen werden, was oft darauf spezialisierte Gehilfen des Waffenschmieds übernahmen. Als neben Waffen zunehmend „gute Scheren und Messer“ von verschiedenen Handwerken benötigt wurden und zudem in Privathaushalten gefragt waren, entwickelte sich im 16. Jahrhundert das Handwerk des Messerschmieds. In der Folge führten die steigenden qualitativen und quantitativen Anforderungen an die Produkte zu einer weitergehenden Arbeitsteilung in Form einer Aufspaltung des Herstellungsprozesses und es entstanden neue Berufsgruppen wie die Schmiede, Härter, Schleifer, Schwertfeger und später die Reider. Insbesondere das „Besteckmesser“ wurde vom speziellen Gebrauchsgegenstand des Adels zum wichtigen Alltagsgegenstand einer breiten Bevölkerungsschicht. Hinzu kam der allgemein steigende Bedarf an Essbestecken und Scheren sowie an Schlagmessern, Hippen und sonstigen Schneidwerkzeugen. Wie bei den Waffenschmieden setzte sich auch bei den Messermachern eine dezentrale Produktionsweise durch, die von „meistens selbstständigen Kleinmeistern mit eigener Werkstatt“ erbracht wurde.
Als Folge der größeren Verbreitung und Nutzung von Messern und Scheren entstand der Bedarf, die durch Gebrauch stumpf gewordenen Schneidwerkzeuge wieder zu schärfen. Sowohl bei Messern als auch bei Scheren nutzen sich die Klingen je nach Art und Dauer des Gebrauchs ab, indem die scharfen Schneiden bei der Benutzung zunächst im Minimalbereich zur Seite weggebogen sowie nachfolgend ausgerissen und schartig werden, was ein wiederkehrendes Schleifen beziehungsweise Nachschärfen erforderlich macht. So kam es zum Wandergewerbe des Messer- und Scherenschleifers, der mit seinem Standardgerät, meist einem Schleifrad, über Land und durch die Städte zog und das Nachschärfen anbot und erbrachte.
Als Schutzpatronin der Scherenschleifer gilt – wie unter anderem bei den Waffenschmieden – die Heilige Katharina von Alexandrien.
Das Prinzip des Schleifens beziehungsweise (Nach-)Schärfens ist immer gleich: Die Schneide, wie zum Beispiel einer Schere, wird über eine noch härtere Fläche – einen Schleifstein beziehungsweise eine Schleifscheibe (Schleifrad) – der Länge nach bewegt. Die dabei entstehende Wärme muss gegebenenfalls abgeführt werden, damit der Stahl des Schärfguts nicht seine Härte verliert, was bereits bei Temperaturen über 170 °C der Fall ist. Die dünnen Schneiden von Messerklingen sind besonders anfällig. Die einfachste Vorrichtung, in volkskundlichen Museen noch zu besichtigen, ist ein fahrbarer, länglicher und offener Wasserkasten, in den der runde Schleifstein von oben halb hineinragt. Dieser wird mit dem Fuß oder der linken Hand umgekurbelt, während die rechte Hand das Schärfgut führt. Das Wasser dient zur Kühlung des Schleifrades und damit auch des Schärfguts. Eher selten wurde die Handkurbel oder der (Fuß-)Pedalantrieb von einer zweiten Person bedient.
Bald erfolgte die Kühlung der Schleifscheibe hauptsächlich mittels eines oberhalb der Scheibe angebrachten Vorrats- und Tropfbehälters mit regulierbarem Auslaufhahn, aus dem das Schleifrad mit Wasser (oder teils auch mit Schleiföl) benetzt wurde. Neben der besseren Regulierbarkeit brachte dies den Vorteil der Gewichtsreduzierung für transportable Schleifgestelle beziehungsweise für die späteren Schleiferkarren.
→ Siehe zum Beispiel die entsprechende Vorrichtung im abgebildeten Holzschnitt „Der Schleyffer“ von Jost Amman aus dessen „Ständebuch“, um 1568.

### Karrenschleifer, Moleti, Arrotini, Afiladores

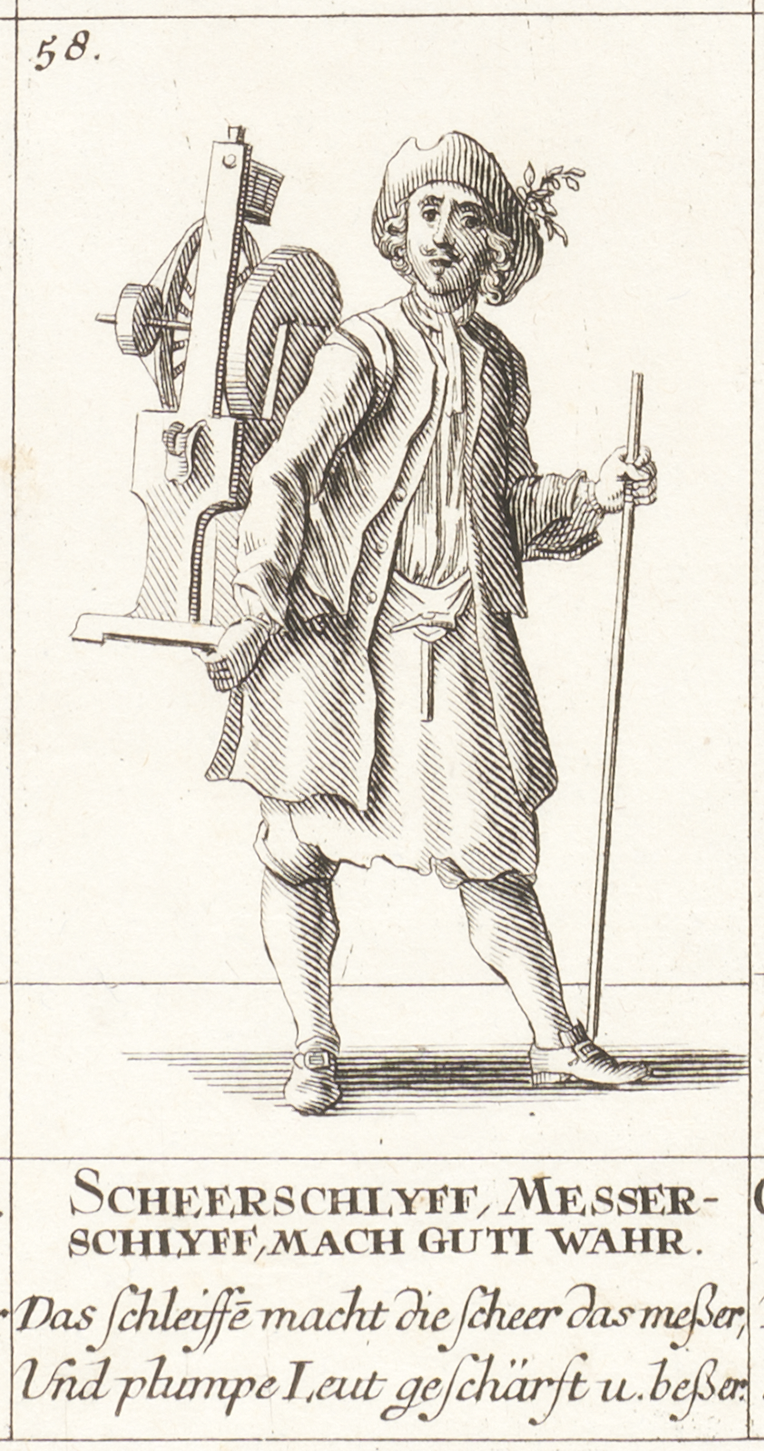
Scherenschleifer mit tragbarem Schleifgestell (aus den Zürcher Ausruf-Bildern, 1749)

Infolge des aufkommenden Bedarfs begannen Scherenschleifer im 17. Jahrhundert damit, als wandernde Handwerker ihre Dienste anzubieten. Dabei nutzten sie anfangs in der Regel ein transportables Schleifgestell mit dem Schleifrad, das sie auf dem Rücken mit sich trugen. Teils benutzten sie aber auch die in Ansiedlungen und abgelegenen Höfen etc. meist vorhandenen, größeren Schleifräder und boten so nur ihre Kunstfertigkeit als Messer- und Scherenschleifer an.
Ab Ende des 17. Jahrhunderts wurde das transportable Schleifgestell überwiegend durch den robusteren Schleifkarren abgelöst und es zogen sogenannte Karrenschleifer von Ort zu Ort. Im Zuge technischer Weiterentwicklungen entstanden in Europa und im Vorderen Orient verschieden konstruierte Schleifkarren beziehungsweise Schleiferkarren, wie zum Beispiel der in Mitteleuropa weit verbreitete „Österreichische Schleifer“. Mit dem Ende des Ersten Weltkriegs 1918 und „mit der industriellen Herstellung von Schneidwaren starb das Gewerbe des Karrenschleifers aus“.
Die wandernden Handwerker stammten vielfach aus dem damaligen Welschtirol (später: Trentino) und gehörten vor allem einigen wenigen Familien aus dem Hochtal Val Rendena – auch Valle dei Moleti (deutsch ‚Tal der Messerschleifer‘) genannt – nördlich von Riva del Garda an. Als sogenannte „Moleta“ verbreiteten sie das Scherenschleifer-Handwerk nicht nur in ganz Europa, sondern auch in den USA und vielen anderen Ländern der Welt. Neben der saisonalen oder jahrelangen Migration der Männer aus dem Welschtiroler Tal emigrierten viele von ihnen dauerhaft und wurden im Ausland ansässig.
Eine weitere Herkunftsregion war das Résiatal im italienischen Friaul, wo es (ebenfalls) zu wenig Arbeit gab und die Männer als Scherenschleifer, sogenannte „Arrotini“ durch ganz Europa und vor allem durch die früheren Länder Österreich-Ungarns zogen, um ihren Familien das Überleben zu sichern. Die typischen Schleifkarren der Arrotini wurden in den 1960er Jahren durch umgebaute Fahrräder abgelöst, bei denen das Schleifrad zwischen Lenker und Sattel fest montiert ist. Nach dem Aufbocken des Hinterrads mit einem abklappbaren oder separaten Ständer, der zudem das aufgebockte Rad standsicher macht, kann das Schleifrad über einen Riemen oder eine separate Kette durch die normalen Pedale angetrieben werden. In neuerer Zeit erfolgte eine Motorisierung durch Einsatz von motorgetriebenen Arbeitsgeräten und entsprechend umgebauten Kraftfahrzeugen. Inzwischen hat dieses Wanderhandwerk keine Bedeutung mehr.
In der ländlichen spanischen Region Galicien lässt sich die Tradition der Scherenschleifer bis ins späte 17. Jahrhundert nachweisen. Die sogenannten „Afiladores“ stammten vor allem aus verschiedenen Orten im Norden der dortigen Provinz Ourense und haben dort ihre kulturelle Prägung hinterlassen. So entwickelte sich eine eigene Zunftsprache, die Barallete, die auf der galicischen Sprache basiert und diese mit einer Mischung aus technischem Wissen und dem Wanderhandwerk der galicischen Scherenschleifer anreicherte. Das ursprüngliche Arbeitsgerät der Afiladores war ein Gestell mit dem Schleifrad, das sie auf dem Rücken getragen transportierten. Später wurde daraus ein Schleifkarren, der geschoben wurde, sodann ein adaptiertes „Scherenschleifer-Fahrrad“ wie bei den italienischen Arrotini und letztlich erfolgte teils auch eine Motorisierung. Inzwischen verlor das Gewerbe der Afiladores ebenfalls seine Bedeutung.

Karrenschleifer, Moleti, Emigranten, Arrotini, Afiladores
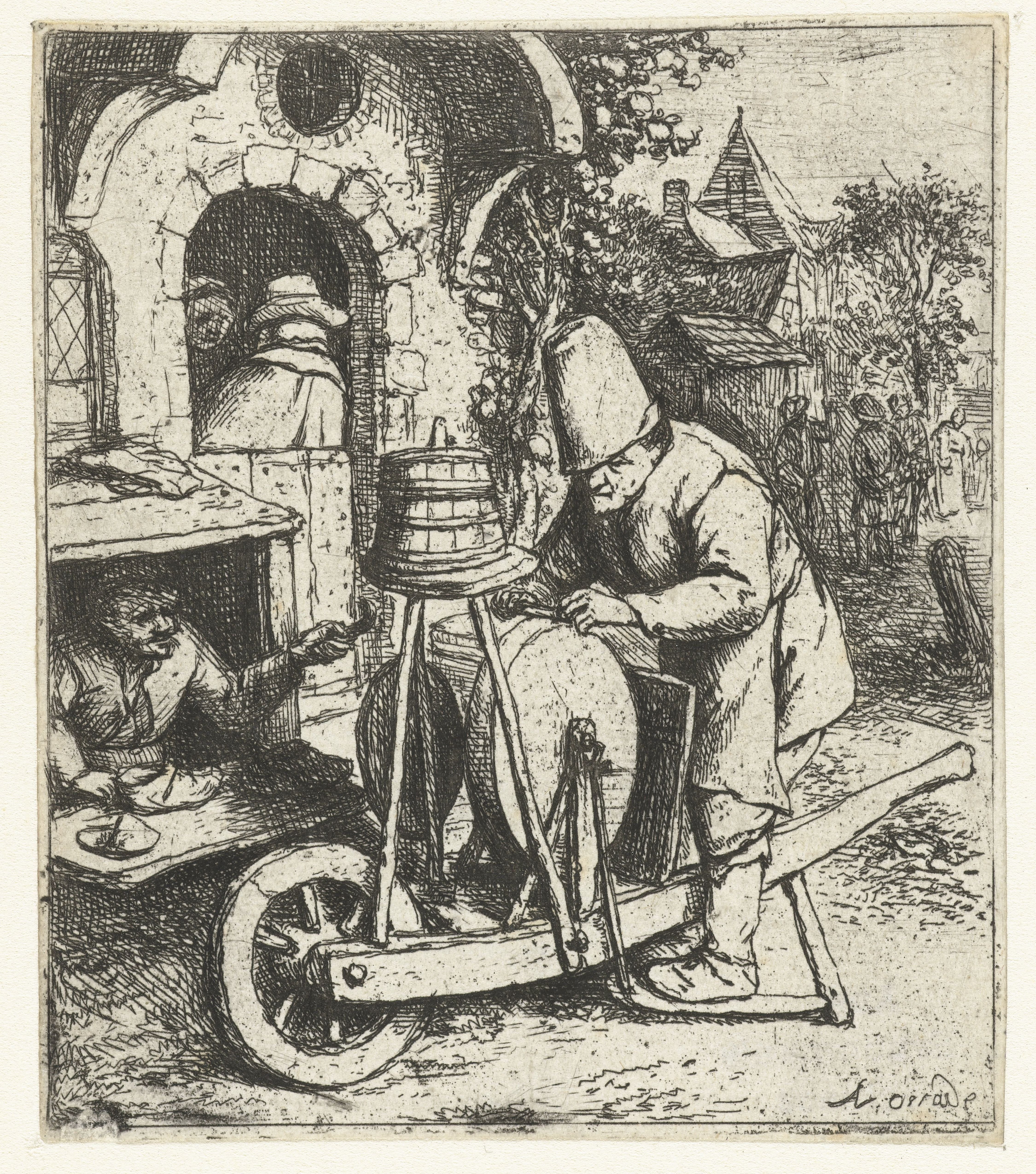
Karrenschleifer, um 1670 (Radierung von Adriaen van Ostade)
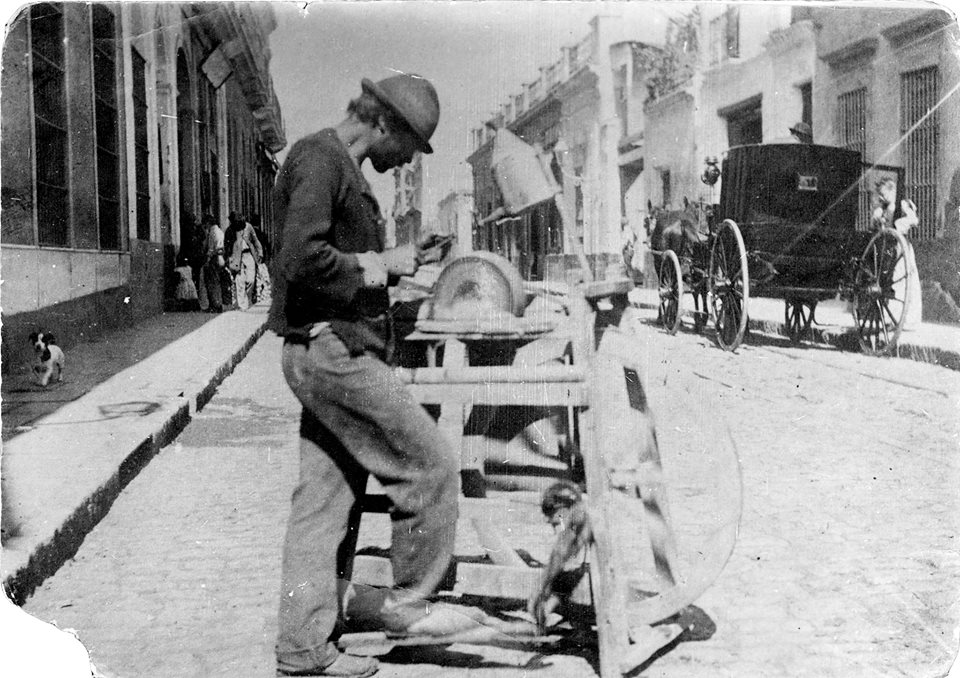
Scherenschleifer („Afilador“) mit Schleifkarren in Buenos Aires, 1870
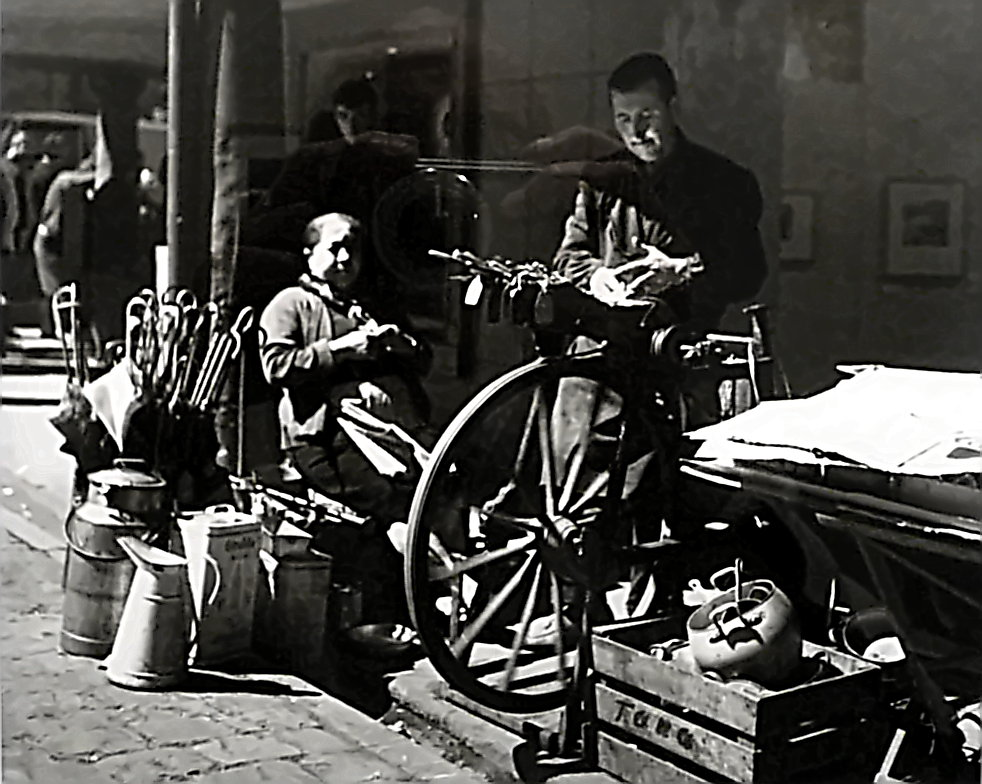
Scherenschleifer („Afilador“) mit Schleifkarren in Oviedo in Spanien, etwa Anfang des 20. Jh.
In die USA emigrierter „Moleta“ mit Schleifkarren in Boston, 1917
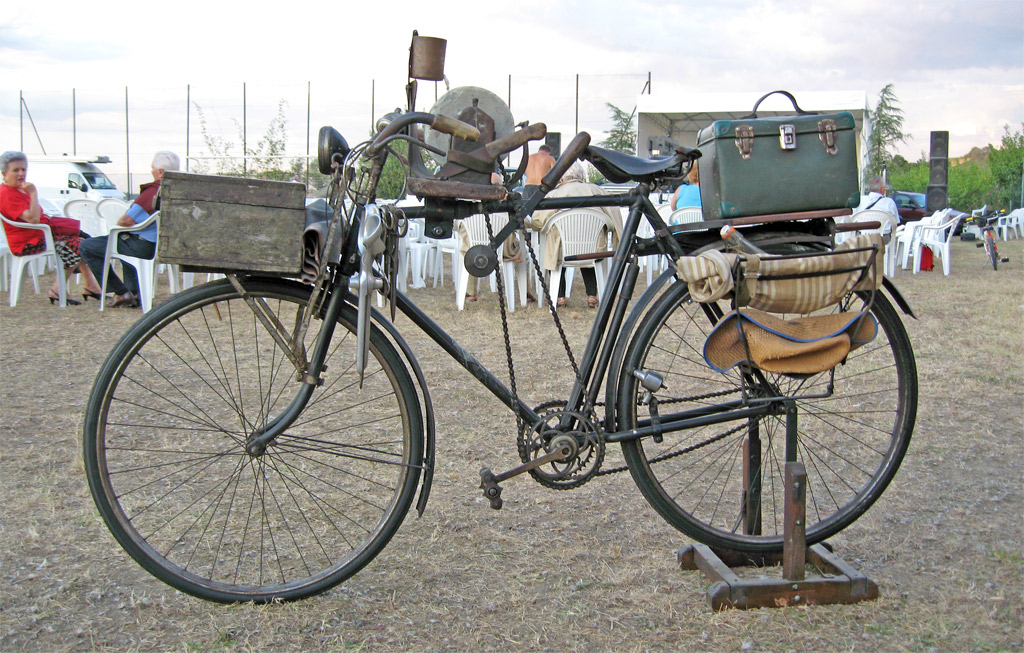
Typisches „Scherenschleifer-Fahrrad“ der italienischen „Arrotini“ aus den 1960ern, hier mit aufgebocktem Hinterrad
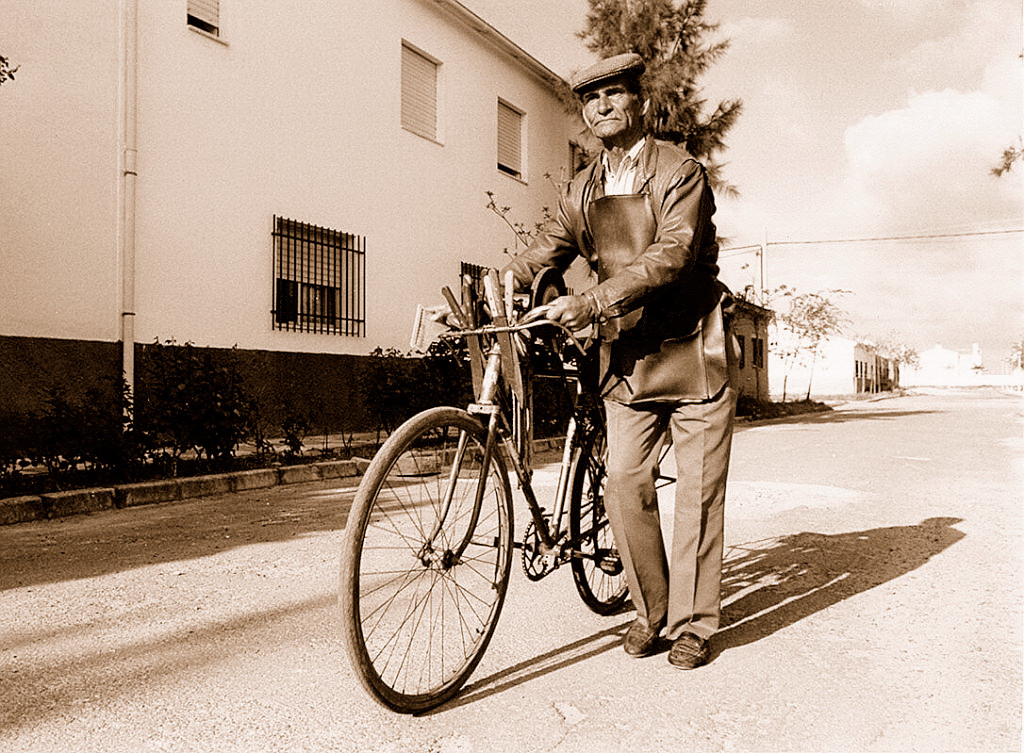
„Afilador“ mit umgebautem „Scherenschleifer-Fahrrad“ in Spanien, 20. Jh.

### Wanderhandwerker, Scherenschleifer aus dem fahrenden Volk

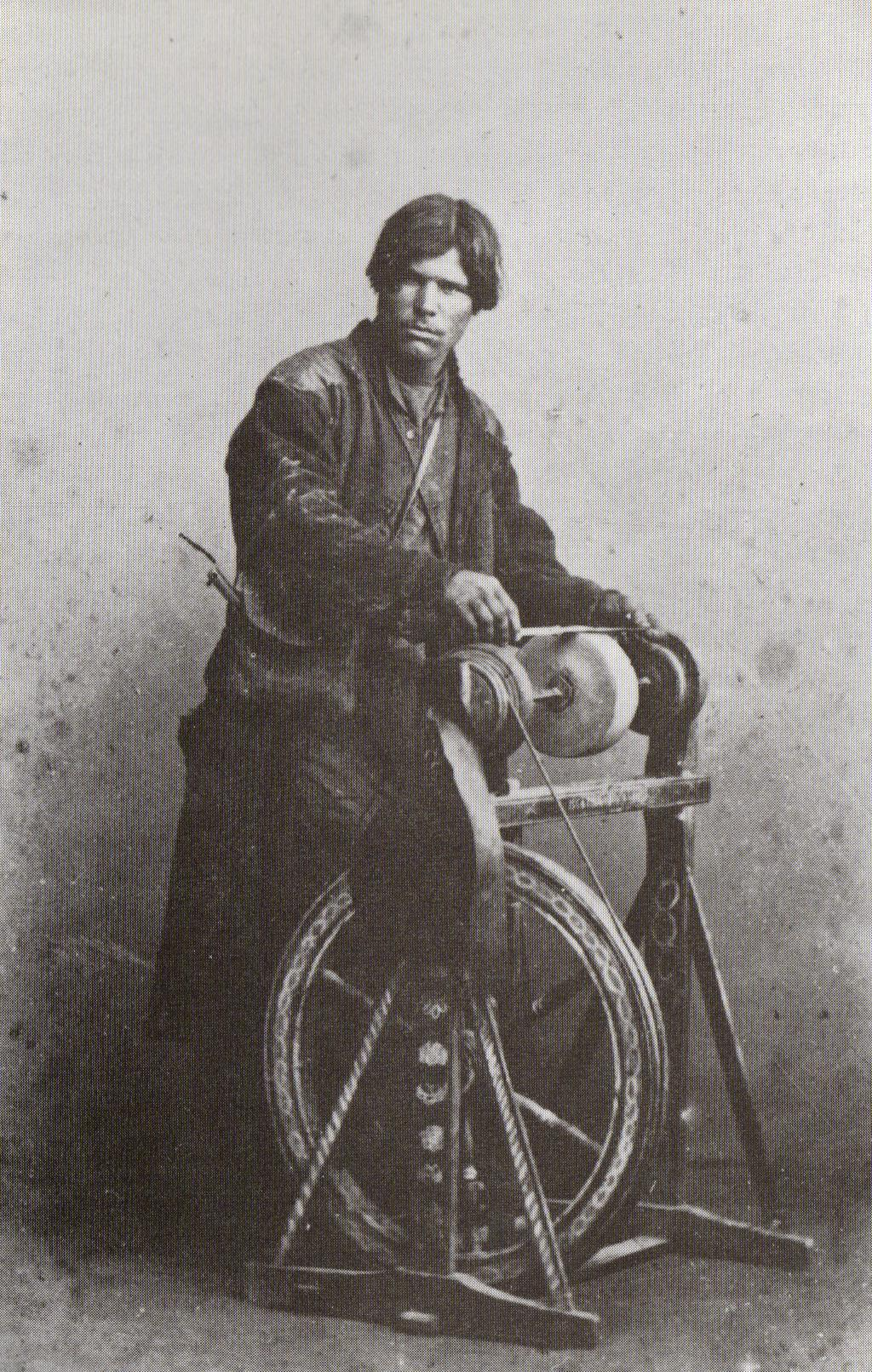
Fahrender Scherenschleifer im Russischen Kaiserreich, um 1878

Fahrende Händler und Handwerker sind in Europa bereits seit dem Mittelalter anzutreffen, wobei es sich vor allem um Juden sowie um Sinti und Roma handelt. Die Ursache lag in deren gesellschaftlicher Ausgrenzung: Sie durften sich nicht als Handwerker in den Städten niederlassen und wurden nicht in die Zünfte aufgenommen. So verdienten sie ihren Lebensunterhalt als fahrende Händler, Hausierer, Kesselflicker, Scherenschleifer oder Schauspieler und Artisten. In den städtischen Gesellschaften verkauften sie Waren, die von den städtischen Händlern häufig nicht angeboten wurden. Als Handwerker deckten sie mit ihren Berufen – wie dem des Scherenschleifers – eine Nische im städtischen Handwerk ab, die einerseits eine gewisse Kunstfertigkeit erforderte, andererseits aber in der Stadt auch nicht für den Lebensunterhalt ausreichte. In der ländlichen Gesellschaft waren die Wanderhandwerker und Hausierer bis in die Mitte des 20. Jahrhunderts wichtig für deren Versorgung und Bedarfsdeckung.
Neben den wandernden Handwerksgesellen und den saisonalen Wanderarbeitern, wie zum Beispiel den sogenannten Hollandgängern, zählte die permanente Wanderung gesellschaftlicher Randgruppen, die als Vaganten und Bettler durch die ländlichen Gebiete zogen oder vom Handel beziehungsweise Kleinhandwerk als Hausierer, Scherenschleifer und Kesselflicker lebten, zu einem der Phänomene des 18. und 19. Jahrhunderts. Laut dem LWL-Museumsleiter Willi Kulke war dabei die Anzahl der Wanderhandwerker weit größer, als die historische Darstellung es Anfang des 21. Jahrhunderts hergibt, weil gerade in diesen Erwerbszweigen die schriftliche Überlieferung mehr als mangelhaft ist. Wegen der geringen Verdienstmöglichkeiten und der Konkurrenz durch andere Händler und Handwerker waren sie oft gezwungen, ihren Wanderradius stetig zu erweitern. Folglich mussten sie längere Zeit auf der Straße leben und bei schlechten Erlösen auch um Almosen bitten. Der Übergang zur vagabundierenden Lebensweise war fließend. Das dauerhafte Leben der Wanderhandwerker auf der Straße führte zu vielen Vorurteilen und Gerüchten, wobei sie unter ihren Zeitgenossen häufig als „sittlich verdorben und des Diebstahls verdächtig“ galten.
Der Alltag der fahrenden Händler und Handwerker war geprägt von ihrer schwierigen Lebensweise. Zudem waren sie ständigen Reglementierungen und rechtlichen Restriktionen unterworfen, „die dazu dienen sollten, ihnen das Leben möglichst schwer zu machen und sie idealerweise außer Landes zu treiben“. Anfangs wurden von den Behörden insbesondere für Hausierer sogenannte Handlungspatente – teils auch als Passierscheine oder Freibriefe bezeichnet – ausgestellt, die als Vorläufer des späteren Wandergewerbescheines angesehen werden können. Solche obrigkeitlichen Reglementierungen gab es nicht nur in allen deutschen Landesteilen, sondern auch in vielen Ländern Mittel- und Westeuropas.
Die fahrenden Händler und Handwerker transportierten ihre Waren oder Arbeitsgeräte und Werkzeuge aus eigener Kraft, mit dem Schubkarren oder Handwagen, mit dem Rückentragekorb oder einem Bauchladen. Der Besitz eines Hundegespanns oder eines Pferdefuhrwerks galt als sozialer Aufstieg. Die typischen Schleifkarren der wandernden Scherenschleifer besaßen meist nur ein Rad, das sowohl als Antriebsrad (Schwungrad) für die Schleifscheibe als auch zum Transport des Schleifkarrens diente. Für seine Schärf- und Schleifarbeit trat der Scherenschleifer hinter das Gerät, legte den Antriebsriemen aus Leder über das Schwungrad und trieb die Schleifscheibe an. Dabei waren die meisten Schleifkarren lediglich mit einer Schleifscheibe ausgestattet – nur besser ausgerüstete Scherenschleifer konnten von einer oder teils auch mehreren Schleifscheiben zudem auf eine Polierscheibe wechseln.
Im 17. und 18. Jahrhundert begannen die aus der ländlichen Armutsschicht in Tirol, der Schweiz und Süddeutschland stammenden Jenischen zu wandern und übten dabei als traditionelle Randgruppe der Gesellschaft ähnliche Berufe aus wie die ethnischen Minderheiten der Roma und Sinti: „Korbflechter, Lumpensammler und [insbesondere auch] Scherenschleifer“. Letztere Berufsgruppe wurde durch das mitgeführte Schleifwerkzeug, den Schleifkarren, zum typischen Erscheinungsbild der vorrangig vom Frühling bis zum Herbst umherziehenden Angehörigen des fahrenden Volkes. Verallgemeinernd bezeichnete die sesshafte Bevölkerung im deutschen Sprachraum diese „Fahrenden“ wie auch die Gesamtheit der Roma, Sinti und Jenischen bis in die Neuzeit als „Zigeuner“.
Zwischen zunehmender Ausgrenzung und Bedarfsdeckung
Gegen Ende des 19. Jahrhunderts griff im Deutschen Reich der Verein für Socialpolitik die beginnende gesellschaftliche Diskussion über das expandierende Gewerbe der Wanderhändler und Wanderhandwerker auf und erstellte eine umfangreiche Studie. Dabei standen jedoch die wirtschaftlichen Aspekte im Mittelpunkt, wie etwa die Klagen von Händlern und Handwerkern beziehungsweise ihrer Verbände über „die angeblich geschäftsschädigende Konkurrenz der Hausierer“, während die sozialen Fragen ihrer Tätigkeit vernachlässigt wurden. 1898/99 veröffentlichte der Verein für Socialpolitik seine Befunde unter dem Titel Untersuchungen über die Lage des Hausiergewerbes in Deutschland in fünf Bänden, wobei der Verein unter anderem sowohl die negative zeitgenössische Meinung über das Leben der fahrenden Händler und Handwerker als auch die zunehmenden staatlichen Sanktionen und Reglementierungen wie die restriktive Ausgabe von Wandergewerbescheinen ausführlich mitbeschrieb. Indes befand der Verein für Socialpolitik in seinem Bericht jedoch auch: „Die Pfannenflicker, Korbmacher, Scherenschleifer […] gehören teilweise zu den Zigeunern, aber sie sind im ganzen doch schon anderer Art und bilden bereits eine solidere Gruppe des wandernden Volkes, da sie wenigstens nützliche Gewerbe betreiben und in ihren Fahrten mehr auf bestimmte Gebiete beschränkt waren.“
In den 1920er Jahren bis in die 1930er Jahre kam es noch einmal zu einem vermehrten Auftreten von Scherenschleifern und Hausierern: Die Weltwirtschaftskrise und die Massenarbeitslosigkeit zwangen die Menschen, sich mit Kleinhandel oder handwerklichen Hilfstätigkeiten „auf den Straßen“ ihren Lebensunterhalt zu erwirtschaften. Während Hausierer wieder zahlreicher im ländlichen Raum unterwegs waren, boten im städtischen Raum vor allem Wanderarbeiter wie insbesondere Scherenschleifer ihre Dienste an.
In Deutschland gab es von Anfang des 19. Jahrhunderts bis zum Porajmos in der Zeit des Nationalsozialismus in Regionen mit entsprechendem Bedarf an wiederkehrenden Handwerks- und Wartungsarbeiten wie Nachschärfen von Schneidwerkzeugen oft Lagerplätze des fahrenden Volkes. Die Lohnwerk verrichtenden Handwerker hatten keine Werkstatt, sondern die Arbeiten wurden bei den Kunden ausgeführt. Hierzu zählten insbesondere auch Scherenschleifer, die beispielsweise auf der Schwäbischen Alb mit ihren einst traditionell vielen Textilbetrieben regelmäßig Arbeit fanden. Die Scheren wurden vor Ort nachgeschliffen und getestet. Ein solcher Lagerplatz für Sinti- und Roma-Wohnwagen bestand zum Beispiel im Zollernalbkreis im damaligen Dorf Steinhofen, wobei ein Gasthof im benachbarten Bisingen als Meldeort für die erforderlichen Gewerbescheine diente.
Zwar endete mit dem Zweiten Weltkrieg die rassistisch motivierte Verfolgung des fahrenden Volks durch den NS-Staat, jedoch setzten sich Ausgrenzung und fehlende gesellschaftliche Partizipation auch in den deutschen Nachfolgestaaten fort. Insofern wurden den in der Nachkriegszeit und mit dem beginnenden Wirtschaftswunder wieder auftretenden umherziehenden Scherenschleifern und anderen Wanderhandwerkern weiterhin Vorurteile entgegengebracht und diese als „Zigeuner“ diskriminiert.

Wanderhandwerker, Scherenschleifer aus dem fahrenden Volk
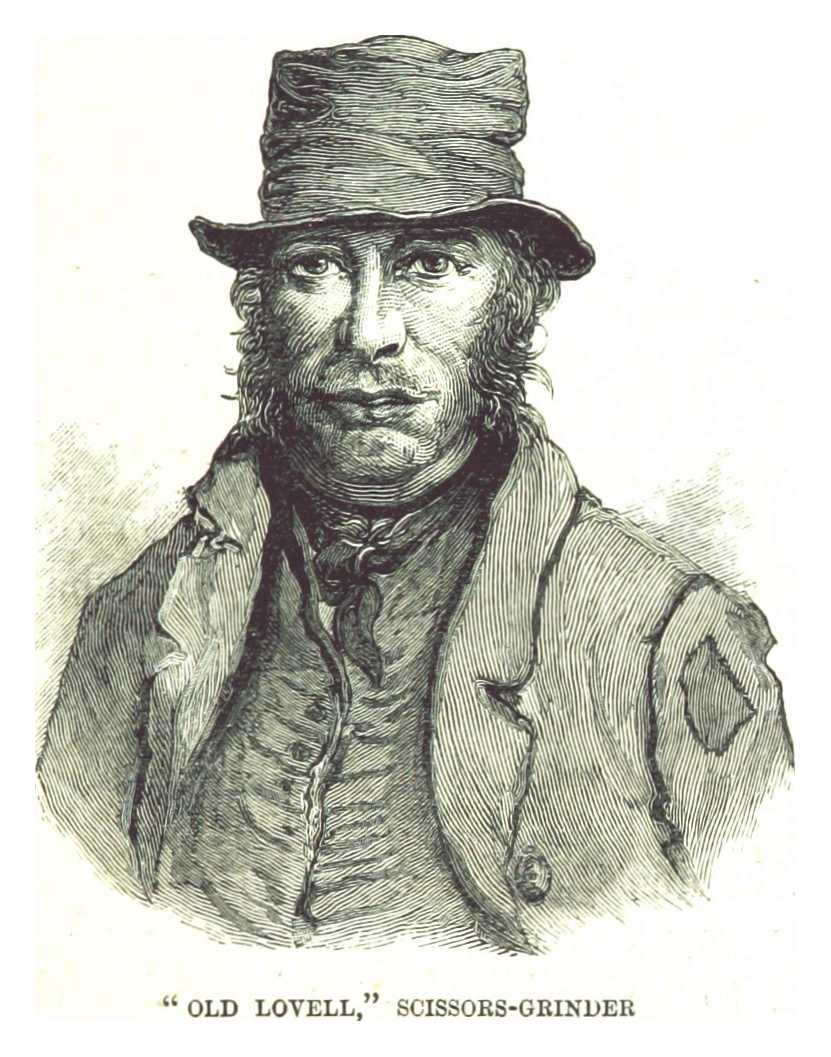
Roma/Scherenschleifer „Old Lovell“ in England, 1885
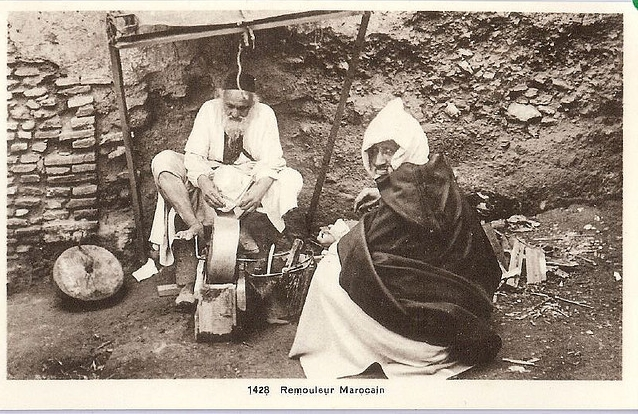
Jüdischer Scherenschleifer in Marokko, zwischen 1900 und 1920
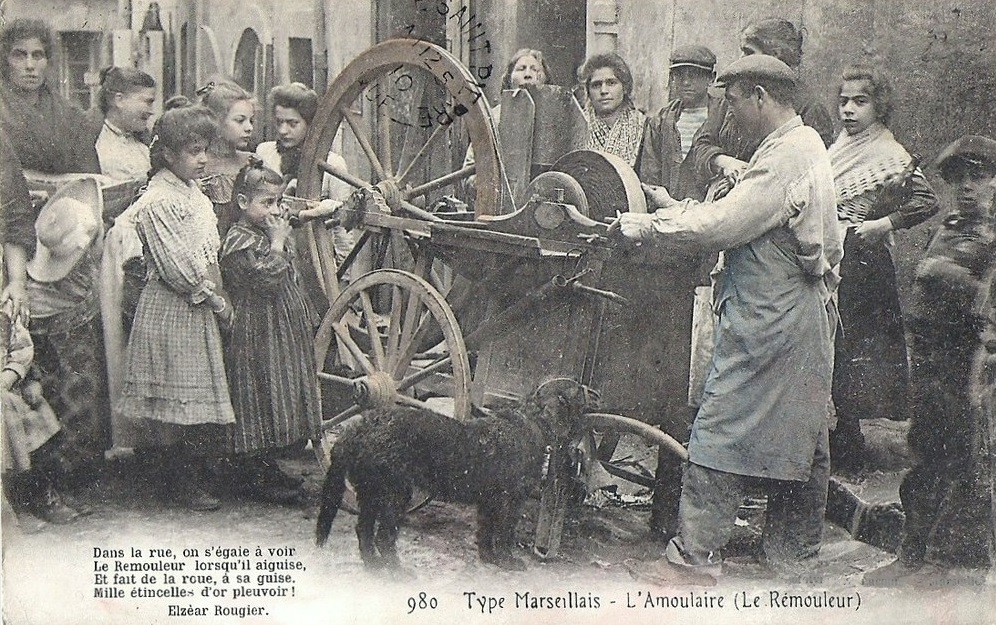
„Fahrender“ Scherenschleifer mit Schleifkarren in Marseille, Anfang des 20. Jh.
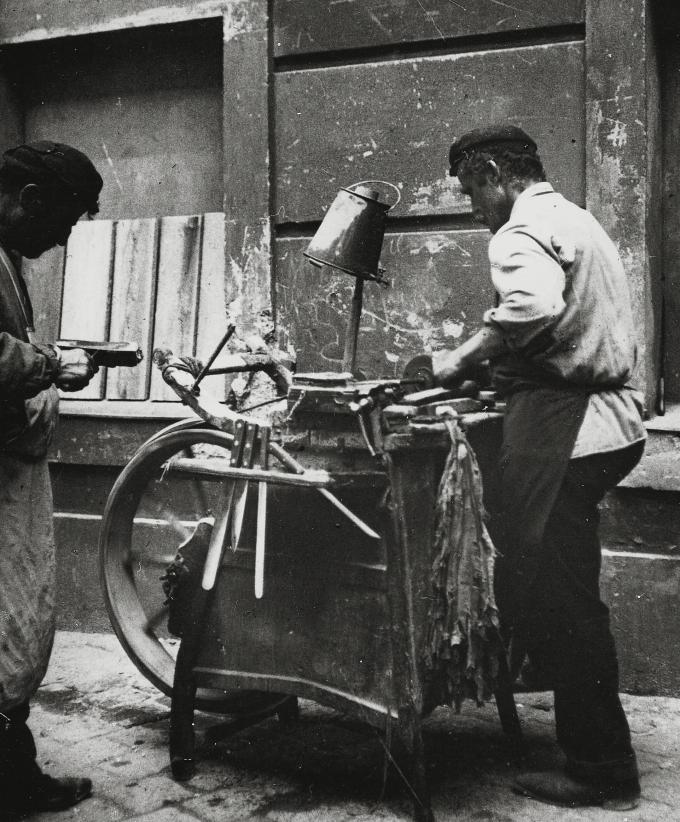
Scherenschleifer mit Schleifkarren in Wien, um 1905–1914
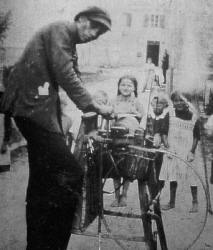
Jenischer Scherenschleifer in der Schweiz, um 1930
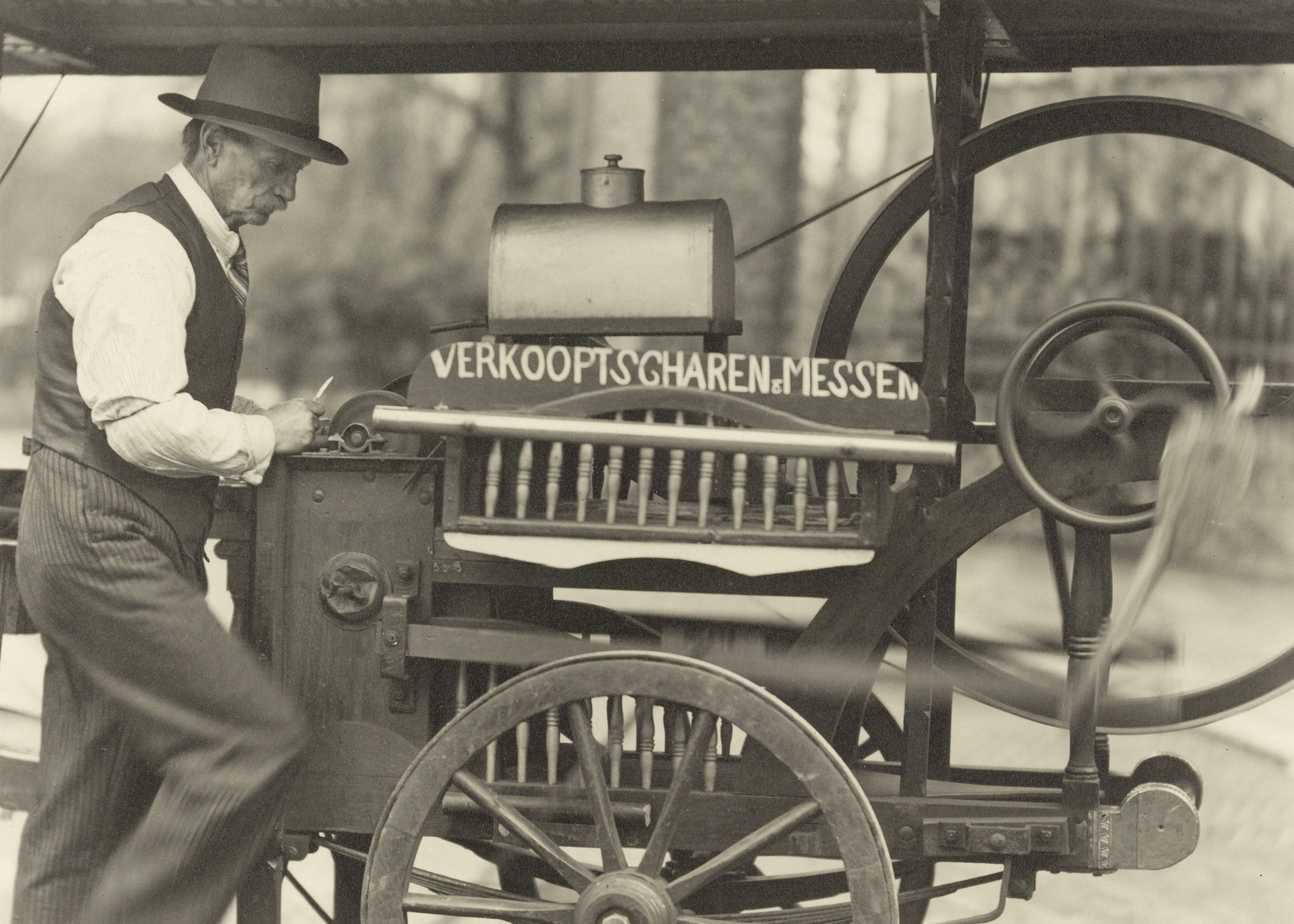
Scherenschleifer mit „niederländischem Schleifkarren“ in Amsterdam, um 1930
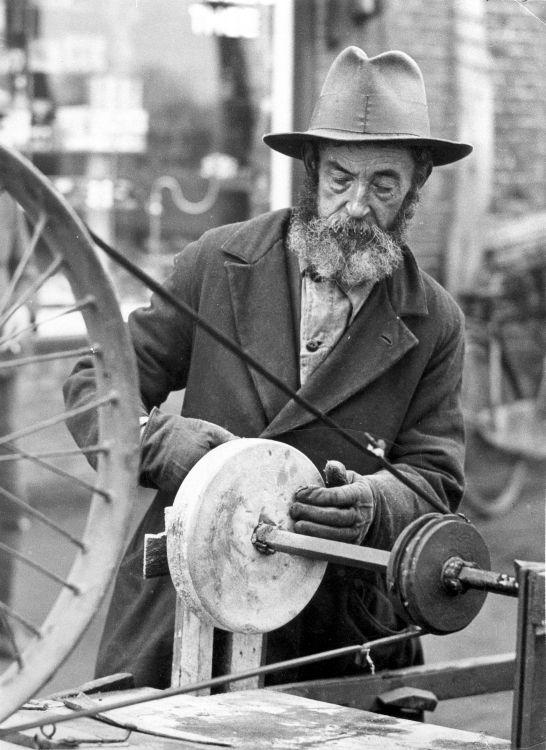
Scherenschleifer in den Niederlanden, 1931

### Reiserouten und Reviere
In der Regel gab es keine Absprachen über Reiserouten und „Reviere“ der umherziehenden Scherenschleifer untereinander, zumal keine Zusammenschlüsse wie Zünfte oder Verbände existierten. Lediglich innerhalb der Wanderhandwerker aus gleicher Herkunftsregion in Welschtirol, Italien und Spanien oder aus gleicher ethnischer Gruppenzugehörigkeit und „Heimatregion“ des fahrenden Volks fanden teils informelle Absprachen statt beziehungsweise gab es teils traditionelle Revieransprüche. So zogen die „Afiladores“ aus Galicien vor allem durch ganz Spanien und das benachbarte Portugal, während die „Moleta“ aus Welschtirol und die „Arrotini“ aus dem italienischen Friaul sowohl bestimmte europäische Länder als auch viele andere Länder in der ganzen Welt bereisten. Sie legten dabei oft enorme Reiserouten zurück und waren teils jahrelang unterwegs.
In den von ihnen frequentierten ländlichen Gebieten trafen sie häufig auf Konkurrenz von ortsansässigen Kleinhandwerkern, die selbst als Wanderhandwerker ihr Auskommen suchten und in deren lokalem oder regionalem Umfeld ihre Dienste anboten. Für die überregional umherziehenden Scherenschleifer aus den besonderen Herkunftsregionen oder aus dem fahrenden Volk hatte dies zur Folge, dass der zu erwartende Bedarf und Verdienst aufgrund der lokalen und regionalen Konkurrenz oft nicht einschätzbar waren – und letztlich stets Änderungen der eigentlich geplanten Reiseroute vorgenommen sowie längere Zwischenstrecken ohne Verdienstmöglichkeit bewältigt werden mussten.

### Rückgang des Wandergewerbes in der Neuzeit
In vielen Ländern West- und Mitteleuropas, so auch in Deutschland, kamen bis in die zweite Hälfte des 20. Jahrhunderts reisende Scherenschleifer noch „in regelmäßigen Abständen in die Wohnstraßen, um in den Haushalten ihre Dienste anzubieten und bei Bedarf Scheren und Messer zu schleifen“. In den 1950er bis 1970er Jahren wurde jedoch durch moderne Massenproduktion und eine breitere Versorgung mit Konsumware die Anschaffung von Scheren und Messern derart günstig, dass es oft kostensparender war, die altgewordenen Schneidwerkzeuge durch Billigprodukte zu ersetzen. Zudem führte die Veränderung der Arbeitswelt infolge des Nachkriegsbooms („Wirtschaftswunder“) zu einem starken Rückgang der allgemeinen agrarwirtschaftlichen Tätigkeit, sodass das Erhalten von Schärfe der in diesem Bereich eingesetzten Schneidwerkzeuge zunehmend in den Hintergrund trat. Gleichzeitig versorgten sich durchschnittliche Privathaushalte in steigendem Maße sowohl mit teil- und fertig zubereiteten Lebensmitteln als auch mit fertig konfektionierten Textilien, sodass der private Gebrauch von Schneidwerkzeugen allgemein zurückging und einen verringerten Bedarf am Nachschärfen durch Scherenschleifer zur Folge hatte. Darüber hinaus wurde diese Entwicklung durch das Aufkommen von Baumärkten und das Angebot bezahlbarer Schärfungswerkzeuge und Schleifmaschinen beschleunigt. Mittlerweile sind für Haushalt und Gewerbe vermehrt professionelle Schärfungswerkzeuge wie zum Beispiel manuelle oder elektrisch angetriebene Messerschärfer im Handel erhältlich. Indes wird von Baumarktgeräten mit „Scherenprogramm“ ohne Zerlegung von Scheren nur deren Oberseite nachgezogen, während hingegen professionelle Scherenschleifer in der Regel Scheren zerlegen und beide Schneidflächen nachschleifen.
Infolge der mangelnden Nachfrage gingen die regelmäßigen Besuche von Scherenschleifern zunächst zurück und endeten schließlich nahezu gänzlich.
Zudem ist die Branche durch vielerorts von Haus zu Haus gehende betrügerische „Scherenschleifer“, die gezielt durch minderwertige und überteuerte Leistungen ihre Kunden zu übervorteilen suchen oder gar auf Trickdiebstahl aus sind, in Verruf geraten. Durch die von solchen „Hausierern“ oft praktizierte falsche Schleiftechnik und/oder unzureichende Kühlung kann die Klinge „ausglühen“, wodurch „das geschliffene Objekt quasi nutzlos wird“.

## Gegenwart

### Entwicklung seit Ende des 20. Jahrhunderts
Seit Ende des 20. Jahrhunderts sind Scherenschleifer immer seltener anzutreffen, da nur noch wenige Menschen ihre Dienste benötigen. Ausnahmen bilden hierbei professionelle Anwender wie beispielsweise Friseure, Köche, Schlachter oder Schneider, welche nach wie vor auf hochwertige – und oft sehr kostspielige – Schneidwerkzeuge zählen. Diese müssen in regelmäßigen Abständen fachkundig geschärft werden, um akkurates und ermüdungsfreies Arbeiten zu gewährleisten. Zudem sind mittlerweile auch „anspruchsvollere Hobbyköche […] bereit, sich scharfe Messer etwas kosten zu lassen“.
Scherenschleifer gehören in Deutschland zur Berufsgruppe der Schleifer, sind jedoch im Unterschied zum Werkzeugschleifer, der seit Ende der 1980er Jahre als Schneidwerkzeugmechaniker, Fachrichtung Schneidemaschinen- und Messerschmiedetechnik bezeichnet wurde, oder zum Scheren- und Besteckschleifer kein Ausbildungsberuf, sondern nur ein Anlernberuf. Der artverwandte handwerkliche Ausbildungsberuf heißt seit August 2018 Präzisionswerkzeugmechaniker. Der Chirurgiemechaniker stellt Scheren für medizinische Zwecke her und schärft diese auch. Zudem gehören mittlerweile „Schleif- und Reparaturaufträge […] zu den häufigsten Arbeiten der Messerschmiede“, die ebenfalls zu den gefährdeten Handwerken zählen.
Ähnlich wie bei den in der Produktion von Schneidwaren tätigen Scheren- und Besteckschleifern – die in Deutschland insbesondere im Bergischen Land anzutreffen sind – ist der Beruf durch „besondere Anforderungen“ gekennzeichnet und setzt viel Geschick und Erfahrung voraus. Das Schärfen von Scheren und Schneidwerkzeugen vielfältiger Art „an der Schleifmaschine erfordert ein besonders gutes Auge, exzellente Materialkenntnis und eine ausgesprochen ruhige Hand“. Dies gilt besonders für das Nachschärfen von Scheren, insbesondere von deren Innenseiten (hohle Seiten) sowie von Scheren mit gebogenen Scherenhebeln wie zum Beispiel chirurgische Scheren oder Nagelscheren, wobei sowohl viel Erfahrung und Fachkenntnisse als auch spezielle Schärfungswerkzeuge wie beispielsweise Pließtscheiben erforderlich sind.
Wie in Deutschland, gibt es in Österreich, der Schweiz und Italien (Südtirol) ebenfalls keine Berufsausbildung für Messer- und Scherenschleifer, sodass die erforderlichen Fachkenntnisse und Fertigkeiten nur durch „Anlernen“ erworben werden können. Zudem gehört in Österreich, wie in anderen Ländern, das Nachschärfen von Schneidwerkzeugen mit zum Tätigkeitsbereich des artverwandten, handwerklichen Lehrberuf des Messerschmieds; indes findet seit Ende des 20. Jahrhunderts in Österreich keine Lehre (Ausbildung) zum Messerschmied mehr statt. In der Schweiz besteht zwar noch eine berufliche Grundbildung zum Messerschmied, der Handwerksberuf ist jedoch vom Aussterben bedroht. In Südtirol gibt es keine formalisierte Ausbildung zum Messerschmied. Für den artverwandten deutschen Ausbildungsberuf des Präzisionswerkzeugmechanikers existiert in Österreich, der Schweiz und Südtirol kein vergleichbares Ausbildungsangebot.

### Reisegewerbe, ortsfeste und mobile Schleifbetriebe

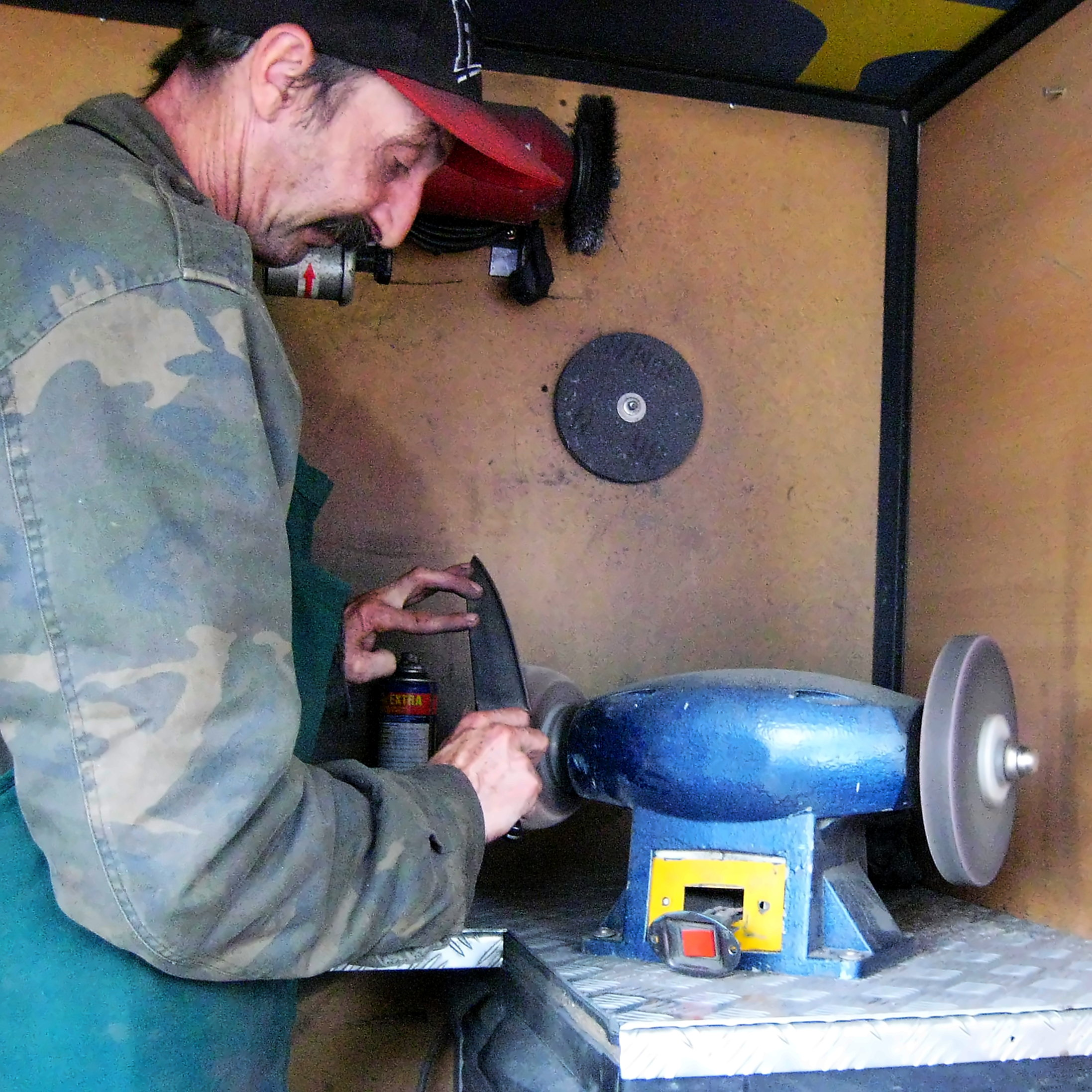
Scherenschleifer beim Schärfen eines Messers an der Schleifmaschine, 2018

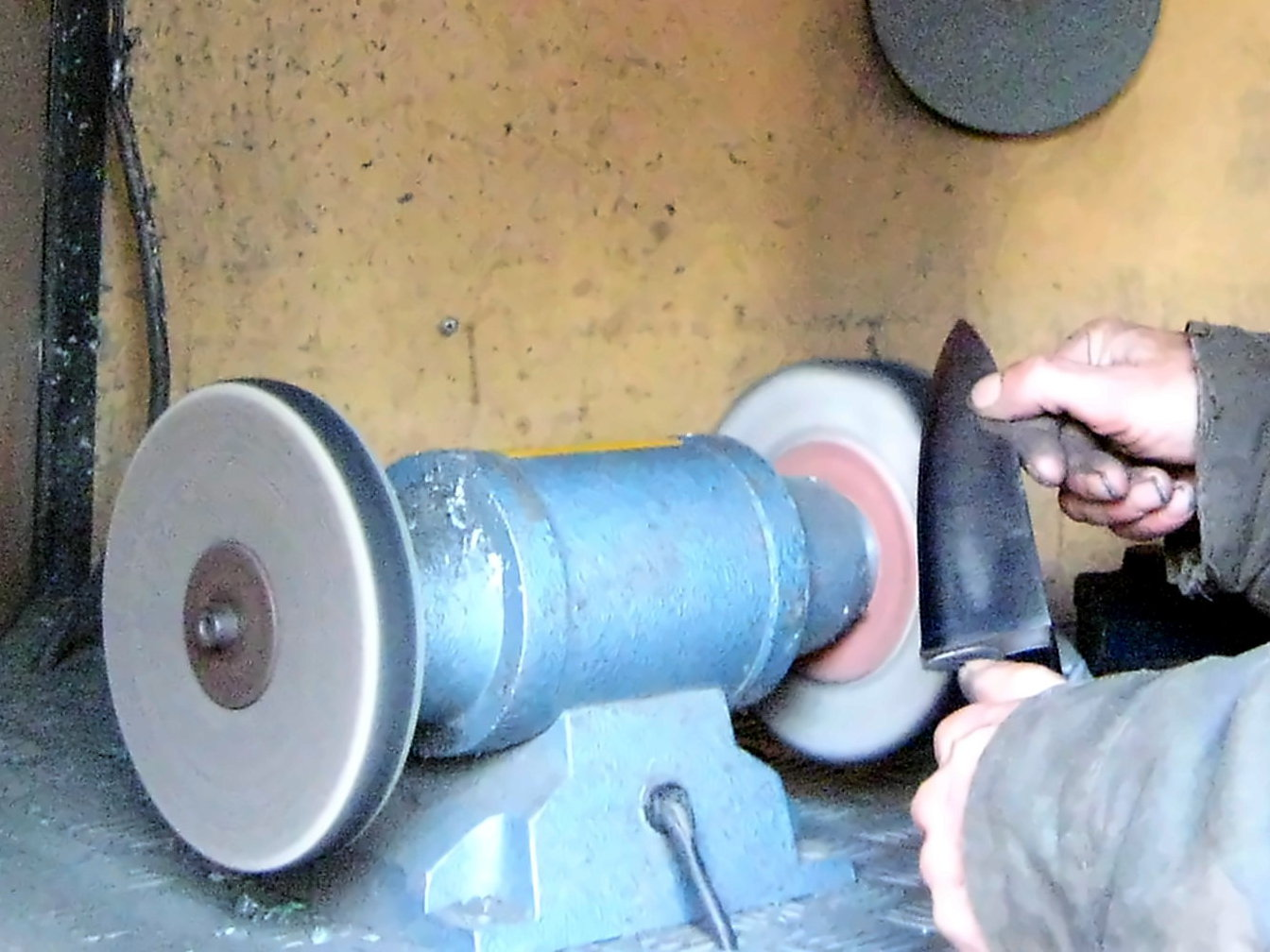
Polieren eines Messers an der Poliermaschine, 2018

In Deutschland gibt es seit Ende des 20. Jahrhunderts – neben verschiedenen stationären Schleifbetrieben mit Ladengeschäft, die teils zusätzlich auch mobil unterwegs sind – eine zurückgehende Zahl von mobilen Scheren- und Messerschleifereien, die meist auf Wochen- und Jahrmärkten oder auf Supermarkt-Parkplätzen etc. Station machen. Sie werden meistens als Reisegewerbe von Kleinunternehmern betrieben, wobei einige von ihnen zudem als ambulante Händler auftreten und nebenher Messer und Scheren verkaufen. Zur üblichen Ausstattung der mobilen Schleifwerkstätten, die in der Regel in kleinen Werkstattanhängern oder Lkws untergebracht sind, gehören vor allem elektrische Schleifmaschinen mit „Schleifsteine[n] mit grober und feiner Struktur“ sowie speziellen „Wellenschliff-Steine[n]“, die unter anderem „häufig genutzten Friseurscherenklingen zu ursprünglicher Schärfe verhelfen“. Neben der herkömmlichen Kühlung mit Wasser oder Schleiföl erfolgt das Schleifen inzwischen teils „auf Ölbasis“, indem ölgetränkte Diamant-Schleifsteine eingesetzt werden. Das beim Schleifen verdampfende Wasser oder Öl sorgt für die Kühlung der Schleifscheibe und des Schärfguts. Poliert wird das Schärfgut nach dem Schleifen meistens mittels einer elektrischen Poliermaschine mit speziellen Polierscheiben, wie zum Beispiel aus Hirschhorn oder Segeltuch-Lamellen.
Insbesondere in der „Klingenstadt“ Solingen, dem Zentrum der deutschen Schneidwarenindustrie im Bergischen Land, sowie im baden-württembergischen Tuttlingen mit seiner Vielzahl von Medizintechnikunternehmen gibt es eine Reihe von ortsfesten Schleifbetrieben, die nachgeschliffene Messer und Scheren (Solingen) beziehungsweise nachgeschliffene chirurgische Scheren etc. (Tuttlingen) auf dem Postweg versenden. Hingegen werden viele der in Deutschland noch bestehenden, meist mittelständisch geführten Betriebe der Bekleidungs- und Textilindustrie wie zum Beispiel auf der Schwäbischen Alb bis in die Gegenwart (2020) regelmäßig von Scherenschleifern besucht, die ihre Arbeit vor Ort erledigen. Zudem gibt es einige „Reiseschleifer“, die ihre Dienste landesweit zu festen Terminen in Einzelhandelsgeschäften wie Haushalts- und Metallwarengeschäften sowie auf Verbrauchermessen anbieten.
In der österreichisch-italienischen Region Tirol zirkulierten um 2015 noch mehrere Scherenschleifer per Klein-Lkw.
In Süd- und Südosteuropa kamen gegen Ende des 20. Jahrhunderts anstelle der „Scherenschleifer-Fahrräder“ der Arrotini teils umgebaute Motorroller oder Kleinkrafträder zum Einsatz und letztlich auch Dreirad-Kastenwagen bis hin zu Kleintransportern und kleinen Lkws, bei denen ein oder mehrere – am Kraftrad beziehungsweise im Aufbau des Nutzfahrzeugs montierte – Schleifräder mit der Getriebewelle des Motors verbunden sind oder teils auch elektrisch betrieben werden.
Ähnliche Entwicklungen der Branche fanden und finden in vielen Ländern der Welt statt. Während in unterentwickelten Ländern und Regionen bis in die Gegenwart (2020) teils noch einige Wanderhandwerker mit oft einfachster Schleif-Ausstattung umherziehen, sind mobile Scheren- und Messerschleifer gegenwärtig meist mit umgebauten Fahrrädern oder Krafträdern beziehungsweise entsprechend ausgestatteten Kleintransportern oder Klein-Lkws unterwegs. Insgesamt ist ihre Zahl jedoch in den letzten Jahrzehnten stark zurückgegangen, vor allem in den Industrienationen und Schwellenländern.

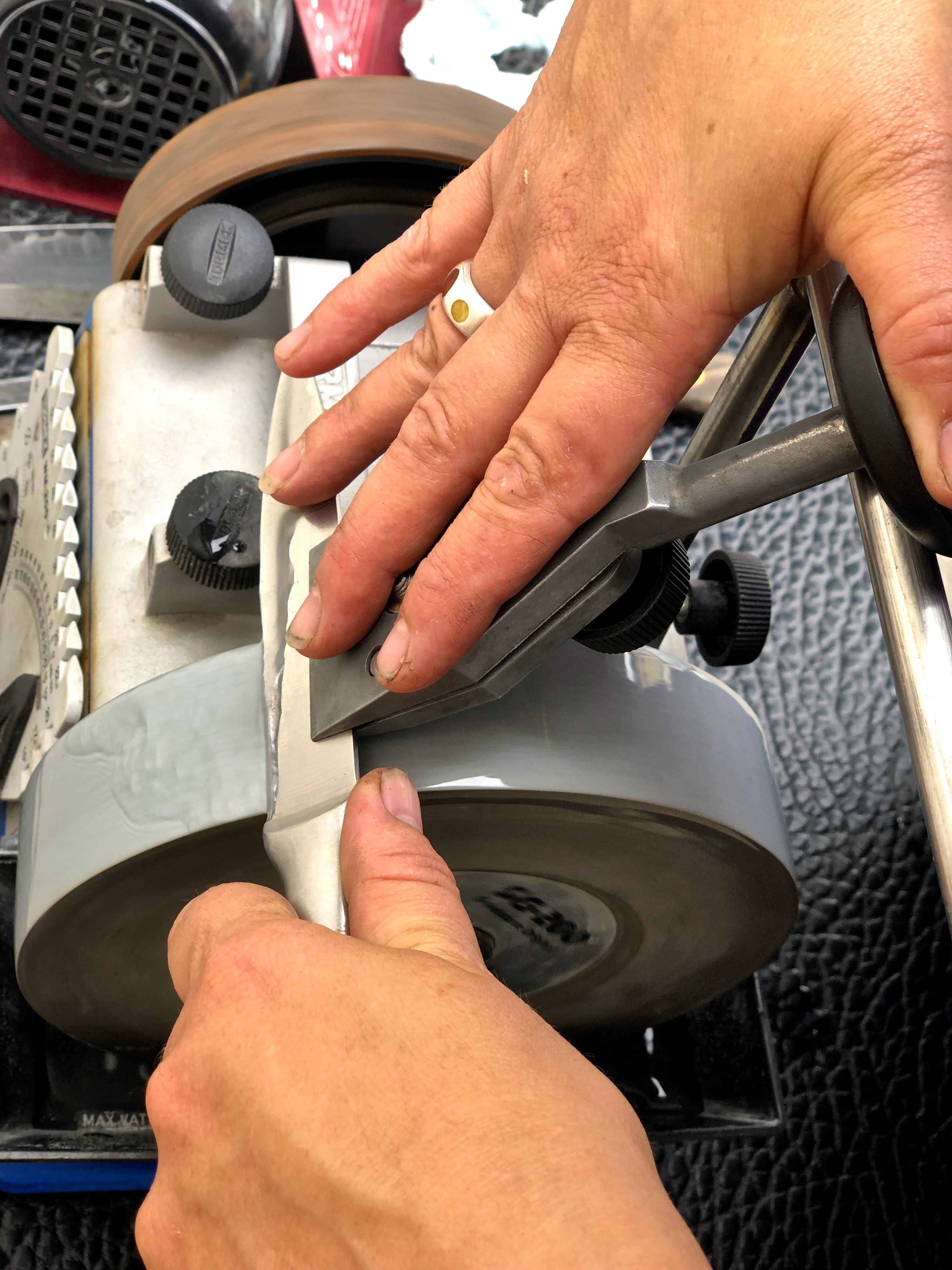
Mobile elektrische Schleifmaschine mit wassergekühlter Schleifscheibe, 2019

In den Ländern der Anglosphäre wie Britische Inseln (Vereinigtes Königreich und Irland), Vereinigte Staaten, Kanada, Australien und Neuseeland gehört ein Schärfservice-Stand oft zum festen Angebot der traditionellen „Farmers’ markets“ (Bauernmärkte), die dort regelmäßig und vor allem im ländlichen Raum stattfinden. Meist handelt es sich dabei um einen in der jeweiligen Region beheimateten Schärf- und Schleifdienst, der sich so eine Stammkundschaft aufbauen kann. In diesen Ländern werden von den Schärf- und Schleifdiensten oft sogenannte Nassschleifmaschinen mit Elektroantrieb eingesetzt, bei denen eine langsam drehende Schleifscheibe einseitig durch ein Wasserbad läuft und so gekühlt wird. Zusätzlich kommen oft spezielle, ebenfalls elektrisch betriebene Bandschleifmaschinen zum Einsatz. Solche Nass- und Bandschleifmaschinen sind teilweise auch bei Schärf- und Schleifdiensten in Skandinavien, Deutschland, Österreich, der Schweiz und einigen anderen europäischen Ländern anzutreffen; zudem werden sie vielfach von anderen handwerklichen Anwendern verwendet.
Daneben gibt es inzwischen in Deutschland und vielen anderen Ländern eine Reihe von mobilen Schärf- und Schleifdiensten, die ihre mobile Schleifgeräte-Ausstattung in Kleintransportern mit sich führen und – „wie einst ihre regional für Textilbetriebe tätigen Vorgänger aus dem fahrenden Volk“ – auf Bestellung zu ihren Kunden kommen, wo sie ihre Arbeiten direkt vor Ort erledigen. Oft haben sie sich auf bestimmte Branchen spezialisiert und sind zudem in einem regional begrenzten Gebiet tätig.
Die jeweilige Spezialisierung ist beispielsweise ausgerichtet auf Großküchen, Hotels, Gastronomie und Schlachtbetriebe (Schärfen von Schneidwerkzeugen wie Kochwerkzeuge, Besteckmesser, Aufschnittmaschinenmesser, Kuttermesser, Fleischwolfmesser und Fleischwolfscheiben), Friseursalons (Schärfen von Friseurscheren) oder kommunale Grünflächenämter, Garten- und Landschaftsbaubetriebe und Forstbetriebe (Schärfen von Rasenmähermessern wie Spindel-, Unter- und Sichelmesser, Sägeketten von Kettensägen sowie von sonstigen Gartengeräten). Der Vorteil für die Kunden besteht vor allem darin, dass die Schneidwerkzeuge sofort wieder zur Verfügung stehen und etwaige Ersatzausstattungen bei Weggabe außer Haus nicht erforderlich sind. Zudem erfolgt bei unzureichender Schnittleistung in der Regel eine sofortige (kostenlose) Nacharbeit.
Teils bieten diese mobilen Schleifdienste auch spezielle Reparaturarbeiten an oder übernehmen verwandte Zusatzleistungen wie beispielsweise das in der Gastronomie und Schlachtbetrieben regelmäßig erforderliche Abrichten oder Abschleifen von Schneidebrettern und Hackklötzen aus Kunststoff oder Holz gemäß der HACCP EG-Hygienenorm.

Scherenschleifer seit Anfang des 21. Jahrhunderts
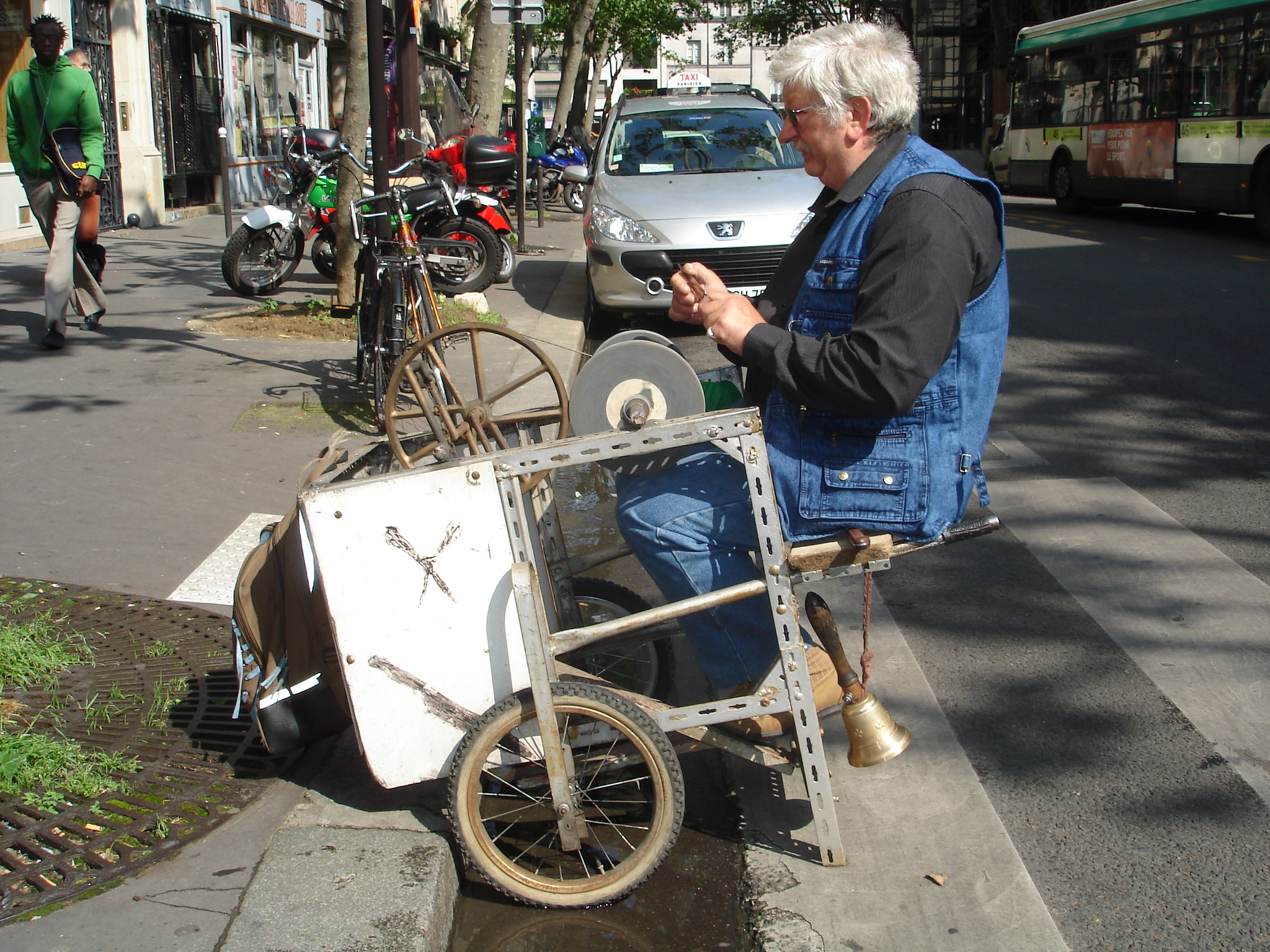
Scherenschleifer mit einem „modernen Schleifkarren“ in Paris, 2008
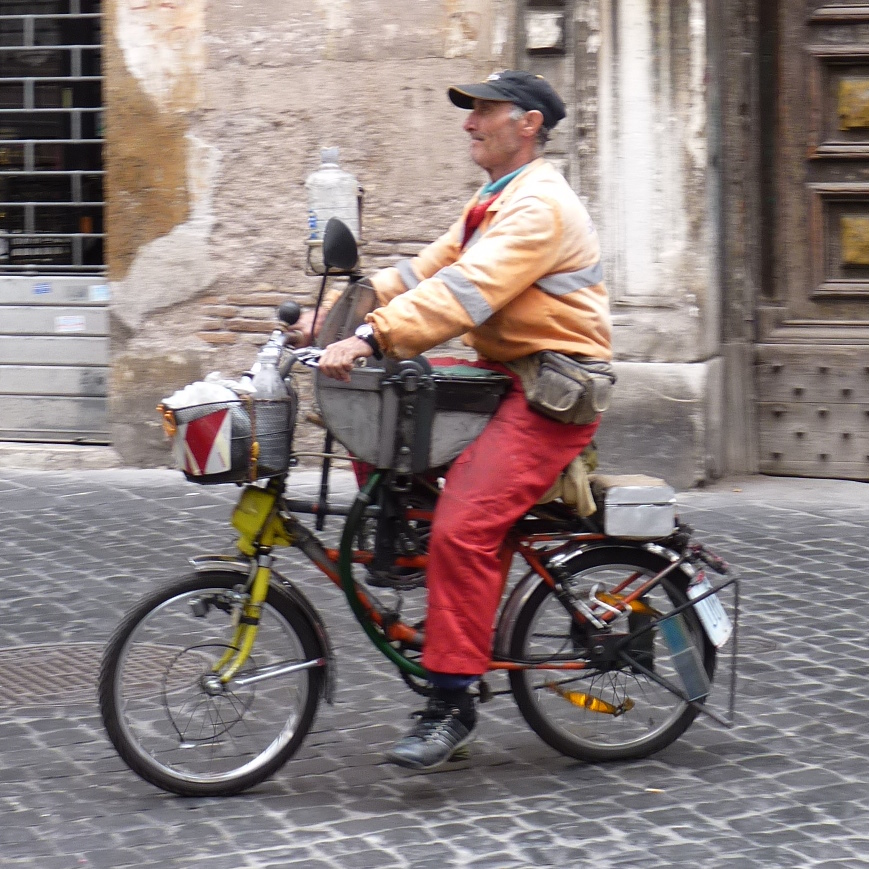
Scherenschleifer mit umgebautem Fahrrad in Rom, 2011
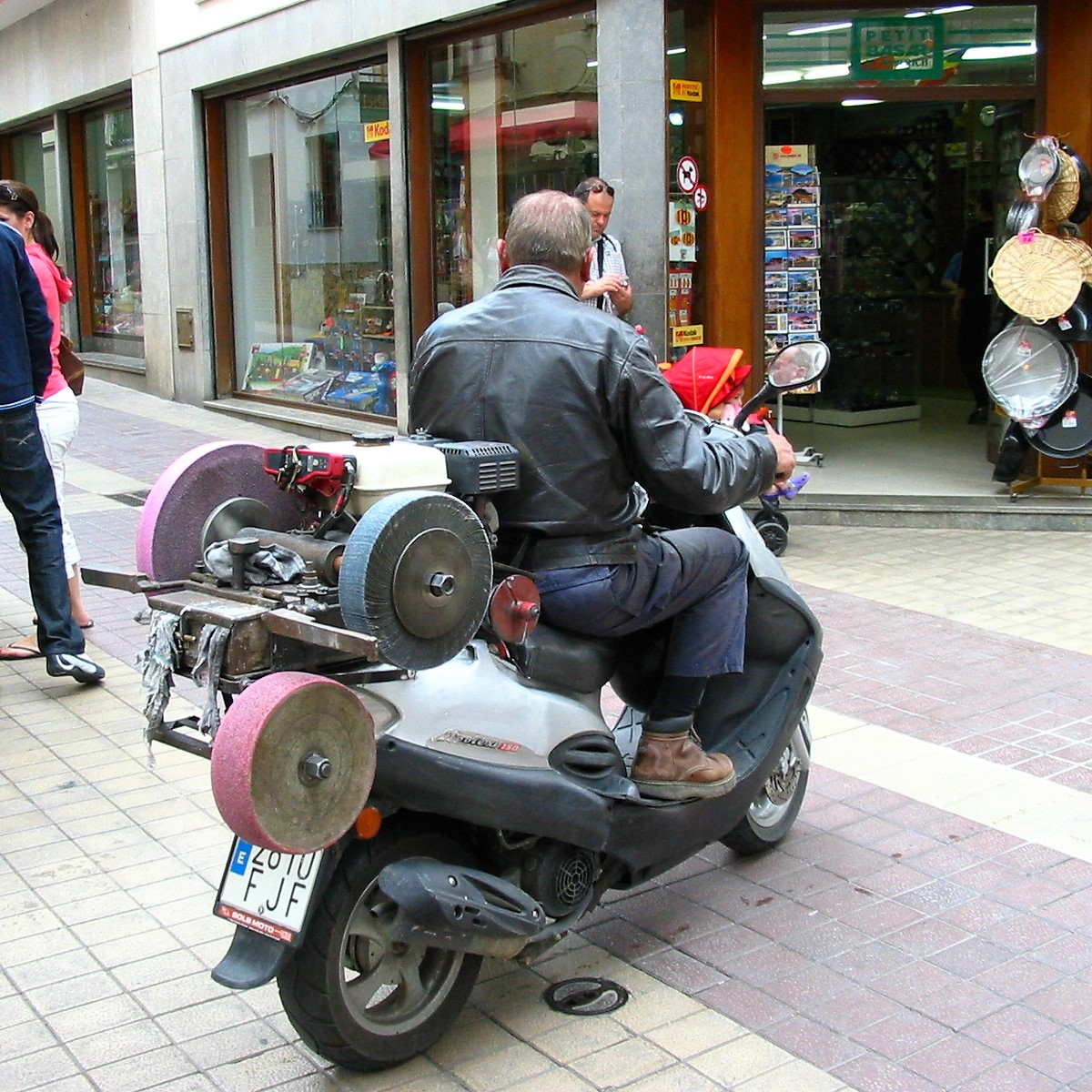
Scherenschleifer mit umgebautem Motorroller in Tossa de Mar, 2009
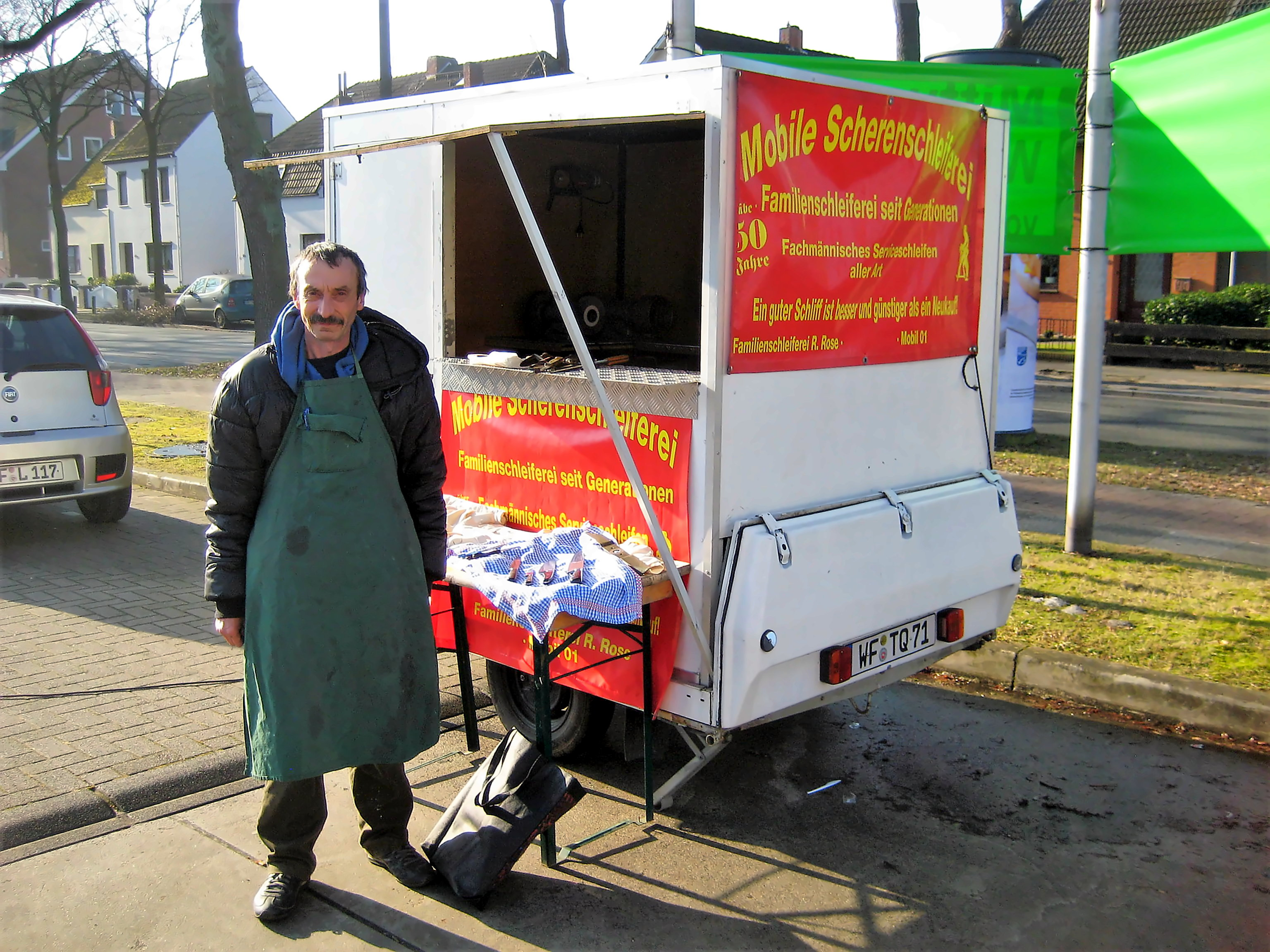
Werkstattanhänger einer mobilen Scherenschleiferei in Bremen, 2017
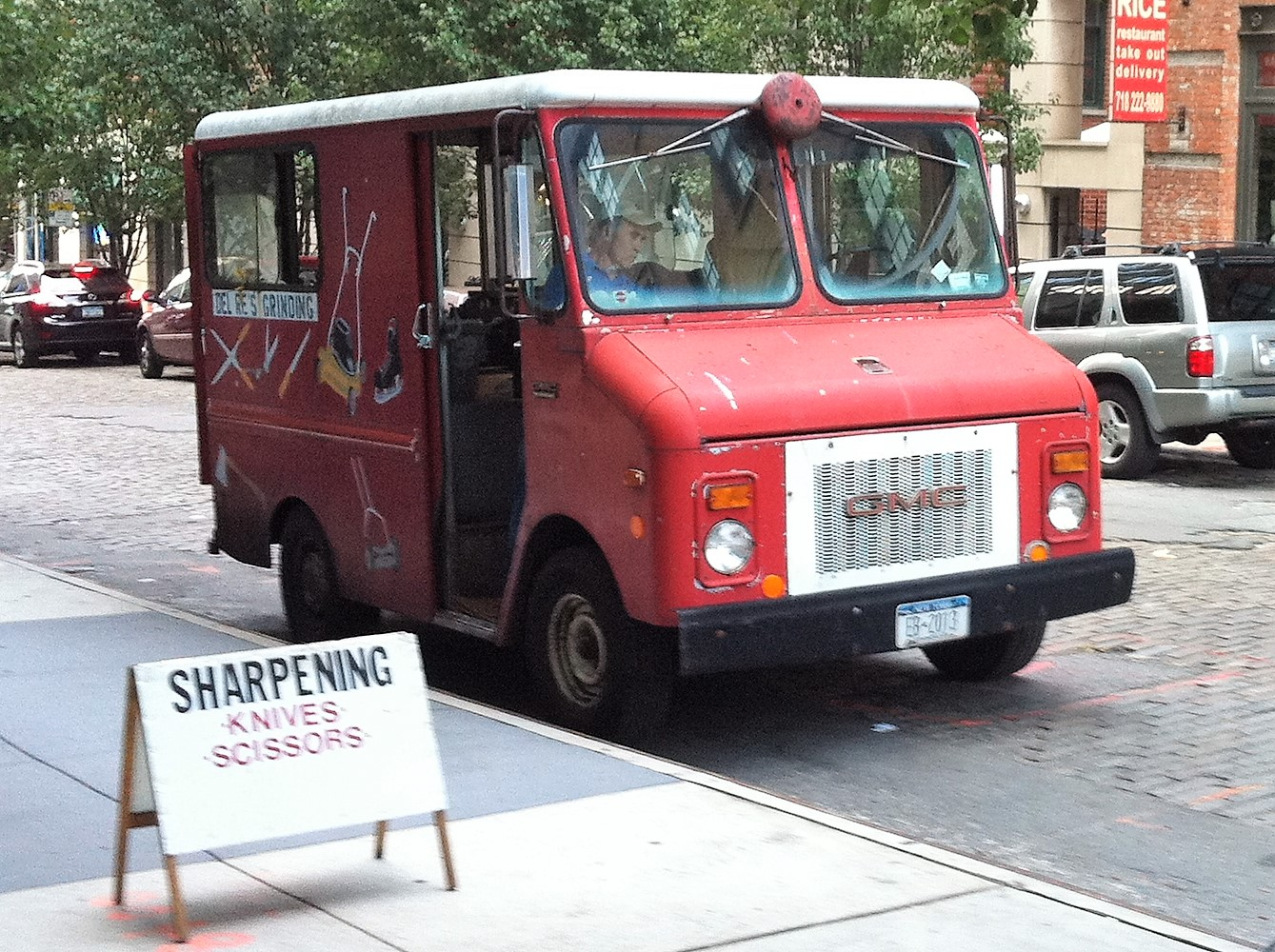
„Werkstatt-Klein-Lkw“ einer mobilen Scherenschleiferei in New York City, 2010
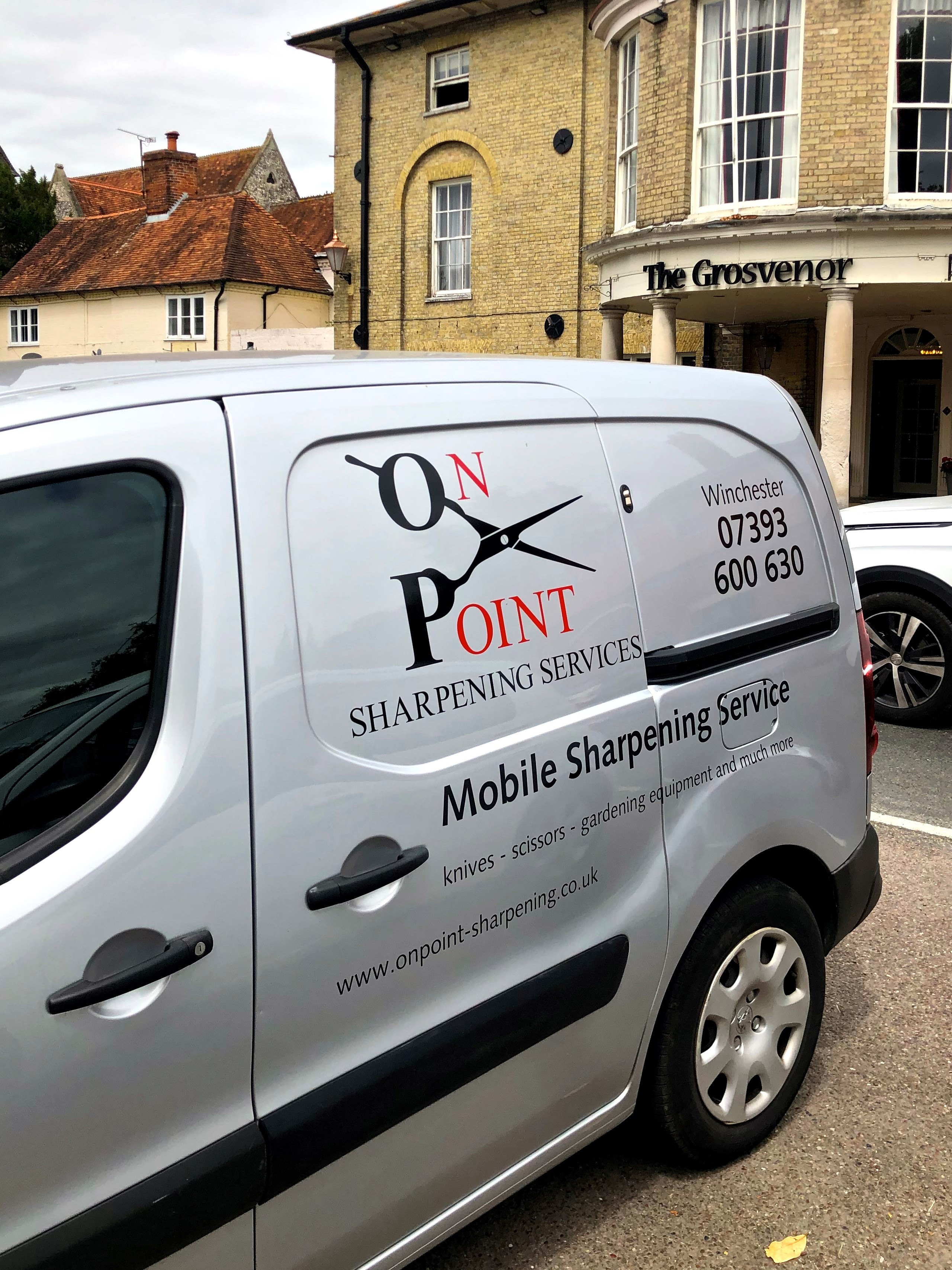
Mobiler Schärfdienst in Hampshire, 2019

### Marktsituation gegen Anfang des 21. Jahrhunderts
Das Gewerbe der „umherziehenden“ Messer- und Scherenschleifer steht insgesamt unter zunehmendem Marktdruck infolge der Globalisierung. Die erfolgte Verlagerung der Massenproduktion von Schneidwaren in Niedriglohnländer sowie die Vermarktung im globalen Onlinehandel oder als Aktionsware durch Discounter, Kaufhäuser und Möbelhausketten sorgen für anhaltenden und weiteren Preisverfall der Neuware, zumal der Einsatz von neueren Technologien bei der Fertigung und werksseitigen Schärfung wie Stahlwerkstoffauswahl und -vergütung, Laserschneid- und -schärftechnik sowie Keramikbeschichtung von Schneidflächen zu brauchbaren Ergebnissen und längerer Schnitthaltigkeit führen. So wird für den normalen Verbraucher mit geringeren Ansprüchen der Austausch von stumpf gewordenen Schneidwerkzeugen durch Neuanschaffung inzwischen meist billiger und verursacht zudem weniger Aufwand als ein regelmäßiges professionelles Nachschärfen. Dem gegenüber haben sich wenige große und viele alteingesessene Nischenhersteller für den professionellen Bedarf an Messern und anderen Schneidwaren, die zum Beispiel in Deutschland vor allem in Solingen angesiedelt sind, im Markt behaupten können und konnten seit Ende der 2000er Jahre sogar Umsatzzuwächse verzeichnen.
In der Folge wird der Bedarf am Nachschärfen und regelmäßigem Grundschliff der Schneidwerkzeuge seitens der professionellen Anwender und anspruchsvolleren Hobbyköche die Ende des 20. Jahrhunderts teils eingetretene Entwicklung des Messer- und Scherenschleifergewerbes hin zu spezialisierten Dienstleistungsanbietern weiter begünstigen.

## Rezeption

### Allgemeines

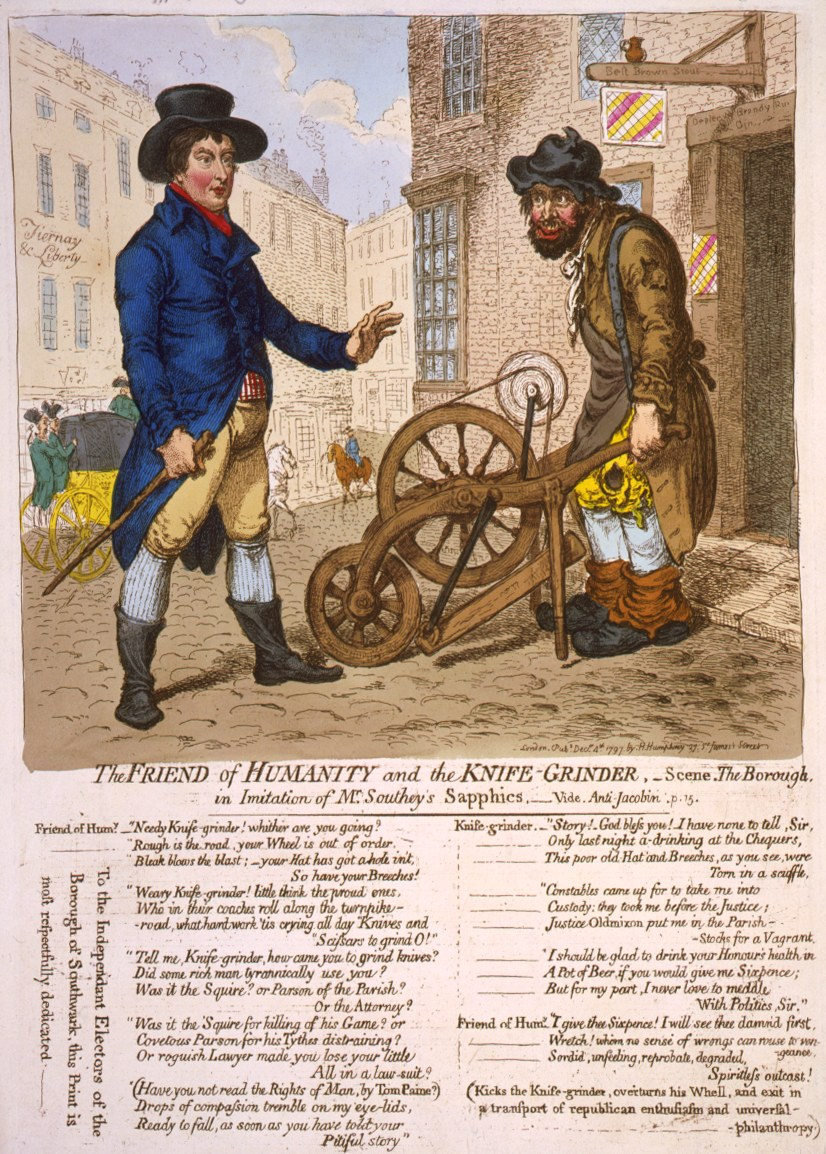
Karikatur eines Gentlemans und eines armen Scherenschleifers mit seinem Karren vor einem Pub in London. Zeichnung von James Gillray, 1797

Die Figur des Scherenschleifers, des „Fremde[n] in der Stadt“ beziehungsweise im Ort, inspirierte nicht nur den Volksmund, sondern auch viele Kunst- und Kulturschaffende, wie Maler, Bildhauer, Autoren, Fotografen, Filmschaffende, Komponisten und Musiker.
In der Alltagskultur findet sich zudem das Motiv des traditionellen Scherenschleifers mit seinem typischen Schleifrad unter anderem bei Dekorationsobjekten, Zierfiguren oder Spielzeugartikeln, wie zum Beispiel als:
- dekorative Porzellanskulptur (wie von der Manufaktur Meißner Porzellan)
- eher seltene, dekorative Bronzefigur (wie als Bronzefigur „Scherenschleifer-Feuerzeug“ aus Wien um 1900, das einen Scherenschleifer mit Schleifkarren bei der Arbeit zeigt, bei dem das Schleifrad als Zündfläche für Streichhölzer dient) oder sehr selten als Elfenbeinfigur
- dekorative geschnitzte Holzfigur, teils als Weihnachtskrippenfigur
- historisches Blechspielzeug (wie vom ehemaligen Spielwarenhersteller Arnold aus Nürnberg)
- Zinnfigur oder als Teil von Zinnfigurengruppen

Gegenwärtig (2020) befassen sich verschiedene Museen und Ausstellungen mit der historischen Lebens- und Arbeitswelt von fahrenden Messer- und Scherenschleifern, wobei unter anderem typische Arbeitsgeräte, Dokumente und Fotografien gezeigt werden. Zudem wurden in neuerer Zeit in den früheren Herkunftsregionen der „Moleta“ und „Arrotini“ in Italien sowie der „Afiladores“ in Spanien einige Erinnerungsorte geschaffen, die sich der Historie der Scherenschleifer mit speziellen Museen, Ausstellungen, Veranstaltungen und in Form von Denkmälern widmen.
→ Siehe auch nachfolgenden Unterabschnitt Museen, Ausstellungen, Erinnerungsorte und Denkmäler
Nach dem Gewerbe der Scherenschleifer ist die Scherenschleiferstraße in der Lüneburger Altstadt benannt.

### Redensarten, Märchen, Volkslieder
Das Gewerbe des Scherenschleifers wurde früher oft in abwertender Weise betrachtet. So existiert bis in die Gegenwart (2020) im Schwäbischen das Schimpfwort „Scheraschleifer“, was einen Taugenichts beschreibt, der unzuverlässig ist und dem man nicht trauen kann. Manche der umherziehenden Scherenschleifer erbrachten – unter anderem auch auf der Schwäbischen Alb mit ihren einstmals vielen Textilbetrieben – mit schlechtem Werkzeug und teils Unvermögen (zu hohe Temperatur des Schleifguts, unverhältnismäßig viel Materialabtrag) keine nachhaltige Schärfleistung, sodass die Messer und Scheren schnell wieder stumpf wurden.
Gelegentlich hatten Scherenschleifer früher ein dressiertes Äffchen dabei, um Publikum anzuziehen. Daher rührt die Radfahrer-Redensart: Er sitzt da wie’n Affe auf’m Schleifstein – das Tier „saß“ auf dem drehenden Stein natürlich nie, sondern hüpfte dauernd mit dem Hinterteil auf und ab.
Im Märchen Hans im Glück der Gebrüder Grimm ist der Scherenschleifer der allerletzte und -ärmste Tauschpartner des Hans, und auch er übervorteilt ihn noch.
Die Figur des Scherenschleifers wird in verschiedenen, meist volkstümlichen Liedern behandelt. Ein (schlüpfriges) Volkslied, das die Thematik der umherziehenden Männer aufgreift und noch in der Gegenwart (2020) im süddeutschen Raum bei Feierlichkeiten oder zu manch späteren Stunde im Wirtshaus von sich gegeben wird, heißt Wir sind die Schleifer. Otto Hausmanns volkstümliches Gedicht Der Scherenschleifer wurde 1890 von Robert Kratz (1852–1897) als „Lied im Volkston für Männerchor“ vertont. In Flandern veröffentlichte Jan Bois in seiner 1897 erschienenen Sammlung von Hundert alten flämischen Liedern unter anderem ein bekanntes Scherenschleifer-Lied aus der Region Leuven mit dem Titel Komt vrienden in het ronde. Es folgte später eine deutsche Übertragung (Kommt Freunde in die Runde).

### Kunst

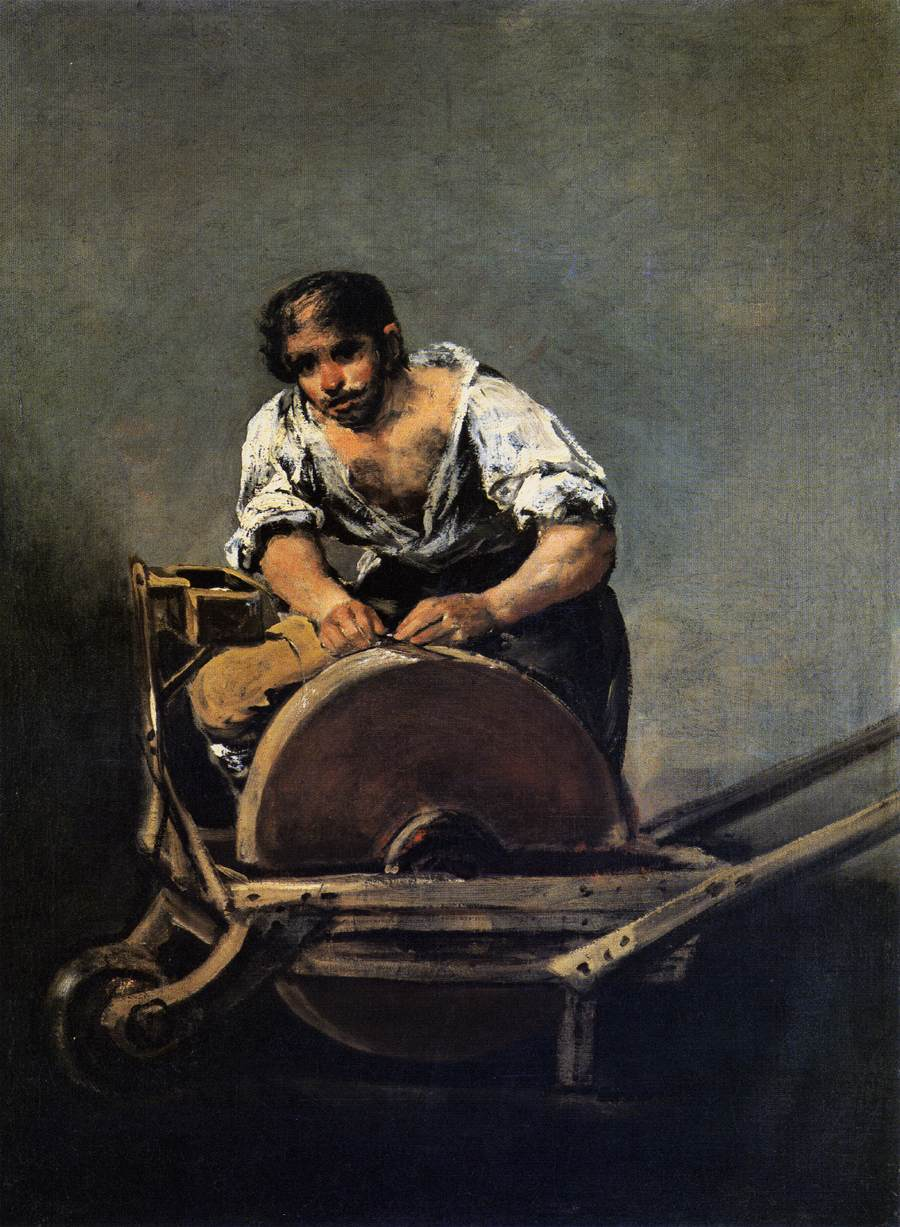
Der Scherenschleifer, 1808–1812, Gemälde von Francisco de Goya

In der bildenden Kunst, vor allem in der Malerei, waren Darstellungen von Scherenschleifern ein beliebtes Sujet. Zu den bekanntesten Werken gehören unter anderem:
- Scherenschleifer, um 1568, Holzschnitt von Jost Amman aus dem Ständebuch
- Der Scherenschleifer, um 1650, Radierung von Adriaen van Ostade
- Der Scherenschleifer, 1808–1812, Gemälde von Francisco de Goya
- Scherenschleifer, um 1840, Gemälde von Alexandre-Gabriel Decamps
- Der Scherenschleifer, 1891, Gemälde von Giovanni Giacometti
- Der Messerschleifer, 1907, Gemälde von Jean-François Raffaëlli
- Der Messerschleifer, vor 1913, Gemälde von Carl Maria Seyppel
- Der Scherenschleifer, 1913, Gemälde von Kasimir Sewerinowitsch Malewitsch
- Der Messerschleifer, 1926, Holzschnitt von Todros Geller
- Scherenschleifer, 1936, Gemälde von Felix Nussbaum

Der englische Bildhauer Newbury Abbot Trent schuf für das 1957 erbaute Buchanan House in London, ein Hochhaus im St.-James’s-Bezirk im Stadtteil Westminster, mehrere Natursteinreliefs, die historische Londoner Straßenszenen zeigen. Darunter befindet sich auch eine Reliefdarstellung eines Scherenschleifers mit seinem Schleifkarren bei der Arbeit, der dabei von einem Kind beobachtet wird.

### Belletristik
- Dino Larese: Der Scherenschleifer. Geschichte eines heitern Lebens. 5. Auflage. Huber, Frauenfeld 1995, ISBN 3-7193-0788-3 (Larese erzählt in Form einer belletristischen Darstellung aus eigenen Erinnerungen über das harte Leben seines Vaters, der zeitlebens als Scherenschleifer „auf dem Seerücken vom Oberthurgau bis nach Stein am Rhein“ von Ort zu Ort zog. Erstveröffentlichung: 1981).
- Johannes Vilhelm Jensen: Hverrestens-Ajes – Anders med slibestenen. In: Ders.: Himmerlandshistorier, tredie Samling. Gyldendal, Kopenhagen 1910 (dänisch; als deutsche Übersetzung unter dem Titel Himmerlandsgeschichten in verschiedenen, teils eingeschränkten Ausgaben bei mehreren Verlagen erschienen. Der Literaturnobelpreisträger Jensen behandelt in der Erzählung das Schicksal eines armen Mannes aus dem Himmerland, der als Scherenschleifer umherzieht, damit seine Familie überlebt.).
- Eugène Chavette: Der Scherenschleifer. Roman (in vier Bänden). Hartleben, Leipzig 1876 (französisch: Le rémouleur. 1873.).

### Fotografien

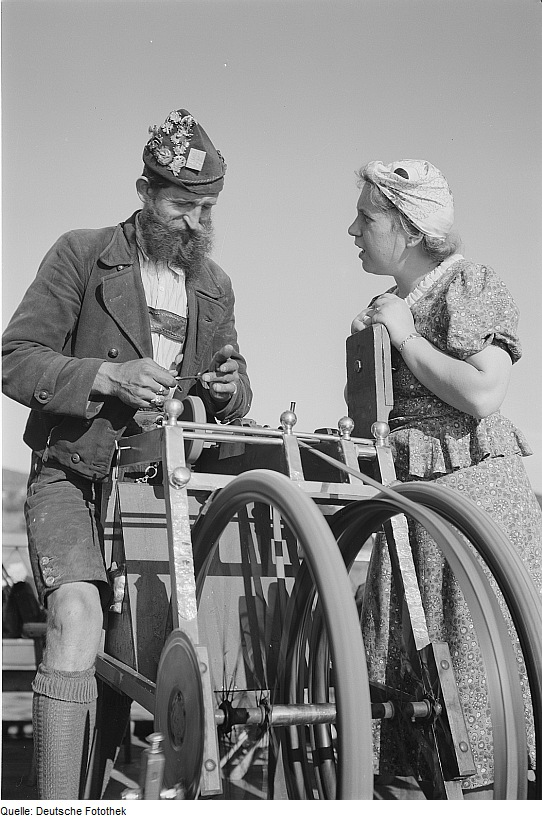
Scherenschleifer ČSR, 1939, Fotografie von Richard Peter

Von dem österreichischen Fotografen Emil Mayer, der vor allem Wiener Straßenszenen und „Typen“ fotografisch dokumentierte, sind Aufnahmen von Scherenschleifern im Wiener Straßenbild aus der Zeit zwischen 1905 und 1914 bekannt.
Der deutsche Fotojournalist Richard Peter porträtierte 1939 im Rahmen seiner Arbeiterfotografien einen Scherenschleifer mit seinem Schleifkarren, den er als selbstbewussten und weitgereisten Handwerker inszenierte. Die in der Tschechoslowakischen Republik (ČSR) aufgenommene Serie von fünf Fotografien befindet sich inzwischen im Besitz der Deutschen Fotothek in Dresden.
Zum Bestand der Deutschen Fotothek gehört zudem eine dokumentarische Fotografie eines Scherenschleifers in einem Berliner Hinterhof von 1967, die von dem deutschen Fotografen (und späteren RAF-Anwalt) Klaus Eschen stammt.

### Film
- L’Arrotino (2001; dt. „Der Scherenschleifer“), 35-mm-Kurzfilm von Straub-Huillet.
- Unter dem Himmel von Paris (1951; Originaltitel: Sous le ciel de Paris), französischer Spielfilm von Julien Duvivier mit Albert Malbert in der Rolle des Scherenschleifers.
- Adieu Léonard (1943), französischer Spielfilm von Pierre Prévert. Die Rolle des Scherenschleifers wird von Guy Decomble vertreten.
- Das Mädchen und der Scherenschleifer (1937), französischer Spielfilm von Marcel Pagnol nach einem Roman von Jean Giono. Eine der Hauptfiguren des Films ist der Scherenschleifer Gédémus, der von Fernandel gespielt wird.
- Angèle (1934), französischer Spielfilm von Marcel Pagnol nach einem Roman von Jean Giono. Die Rolle des Scherenschleifers Tonin übernahm Charles Blavette.
- Liliom (1934), französischer Spielfilm von Fritz Lang. Der Autor, Dichter und Schauspieler Antonin Artaud spielt die Rolle des Scherenschleifers und Schutzengels.

### Musik
In der klassischen Musik befassten sich mehrere Komponisten mit der Figur des Scherenschleifers, wie zum Beispiel Michel Pignolet de Montéclair (1667–1737) in seinem barocken Musikstück Le rémouleur.

### Museen, Ausstellungen, Erinnerungsorte und Denkmäler
Über den historischen Wanderberuf des Messer- und Scherenschleifers informieren verschiedene Museen und Ausstellungen, wie insbesondere einige Volkskunde- und Heimatkundemuseen, Freilichtmuseen, sowie Arbeitswelt-, Handwerks- und Industriemuseen. Dabei gehören zu den üblichen Exponaten typische Arbeitsgeräte, wie zum Beispiel tragbare Schleifgestelle, Schleifkarren und die adaptierten „Scherenschleifer-Fahrräder“ der Moleta, Arrotini und Afiladores, sowie Dokumente und Fotografien. Solche Bestände finden sich zum Beispiel in folgenden Ländern und Museen (Auswahl):

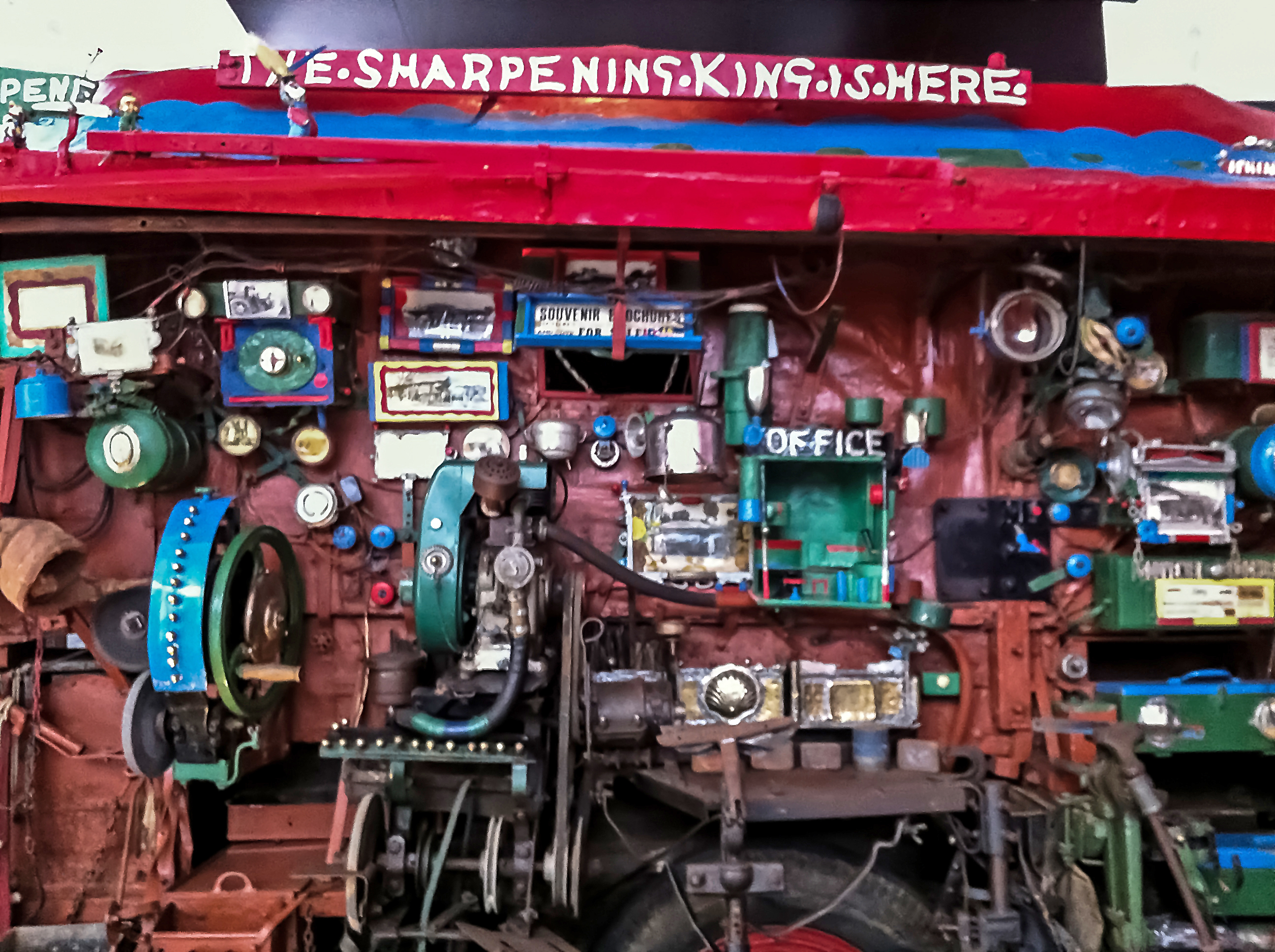
Saw Doctor’s wagon – Mobilheim und mobile Schleifwerkstatt von Harold Wright, im National Museum of Australia

- Deutschland: im Deutschen Landwirtschaftsmuseum Schloss Blankenhain in Blankenhain in Sachsen; im Deutschen Museum in München; in der Historischen Messerschmiede in Mössingen in Baden-Württemberg;[50] im Hohenloher Freilandmuseum in Schwäbisch Hall-Wackershofen in Baden-Württemberg;[51][52] im Industriemuseum Elmshorn in Elmshorn in Schleswig-Holstein;[53] im dezentralen LWL-Industriemuseum in Westfalen-Lippe; im Niederrheinischen Freilichtmuseum in Grefrath in Nordrhein-Westfalen
- Niederlande: im Freilichtmuseum Ootmarsum in Ootmarsum in der Provinz Overijssel; im Zuiderzeemuseum in Enkhuizen in der Provinz Nordholland
- Österreich: im Bezirksmuseum Landstraße in Wien; im privaten „Historischen Museum rund um Schneidwaren mit Erlebnis-Schleiferei“ (das in den 2010er Jahren von der in Hattingerberg in Tirol ansässigen Schleiferei von Helmut und Waltraud Rief eingerichtet wurde)[54]
- Italien: im Museo etnografico del Friuli in Udine im Friaul; siehe zudem nachfolgend zu den Erinnerungsorten, Museen und Denkmälern in der Provinz Trentino sowie im Résiatal im Friaul
- Spanien: im Museo das Mariñas in Betanzos in der Provinz A Coruña im Nordwesten von Galicien; siehe zudem nachfolgend zu den Erinnerungsorten und Denkmälern in der galicischen Provinz Ourense
- Australien: im National Museum of Australia in der Hauptstadt Canberra (gezeigt wird der Saw Doctor’s wagon, deutsch ‚Sägendoktor-Wagen‘ – Mobilheim und mobile Schleifwerkstatt von Harold Wright, mit dem er von 1935 bis 1969 zusammen mit seiner Frau und Tochter durch den Nordwesten von Victoria und New South Wales in Australien reiste. Der einzigartige Lkw-Anhänger befindet sich seit 2002 im Besitz des National Museum of Australia und gehört nach erfolgter Restaurierung zu den „Highlights“ der Dauerausstellung.)[55]

Das LWL-Industriemuseum – Westfälisches Landesmuseum für Industriekultur setzte sich in seiner 2013 erstellten Ausstellung „Wanderarbeit. Mensch – Mobilität – Migration. Historische und moderne Arbeitswelten“ mit dem Phänomen der Arbeitsmigration auseinander. Einer der insgesamt 15 Ausstellungsbereiche befasste sich unter dem Titel „Scherenschleifer – Fremde in der Stadt“ mit dem historischen Wanderberuf der Messer- und Scherenschleifer. Zu den Ausstellungsexponaten gehörte unter anderem ein adaptiertes „Scherenschleifer-Fahrrad“. Die Sonderausstellung wurde von 2013 bis 2015 an vier verschiedenen Standorten des dezentralen Industriemuseums in Westfalen und Lippe gezeigt. Als Begleitmaterial erschien 2013 ein Ausstellungskatalog.
In der norditalienischen Provinz Trentino, dem ehemaligen Welschtirol, erinnert seit 1969 ein Denkmal im Hochtal Val Rendena an das historische Wandergewerbe und die Arbeitsmigration der Männer aus dem Tal, die früher als „Moleta“ arbeitssuchend durch ganz Europa wanderten und teils in die USA und viele andere Länder der Welt emigrierten. Das monumentale Denkmal befindet sich in der Trentiner Ortschaft Pinzolo und besteht aus einer überlebensgroßen Bronzeplastik auf einem massiven Natursteinblock. Die Plastik wurde von dem italienischen Bildhauer und Franziskaner Silvio Bottes geschaffen und stellt einen Scherenschleifer realistisch beim Schleifen von Messern an dem typischen pedalbetriebenen Schleifgerät dar. Das Denkmal wurde finanziert durch Spenden von vielen, aus dem Val Rendena ausgewanderten Scherenschleifern aus der ganzen Welt. 2018 fand in dem Ort ein internationales Treffen von Messer- und Scherenschleifern statt. In der Trentiner Gemeinde Cinte Tesino widmet sich ein kleines Schleifer-Museum den ehemaligen Wandermesserschleifern aus dem Ort und deren Arbeits- und Lebensbedingungen.

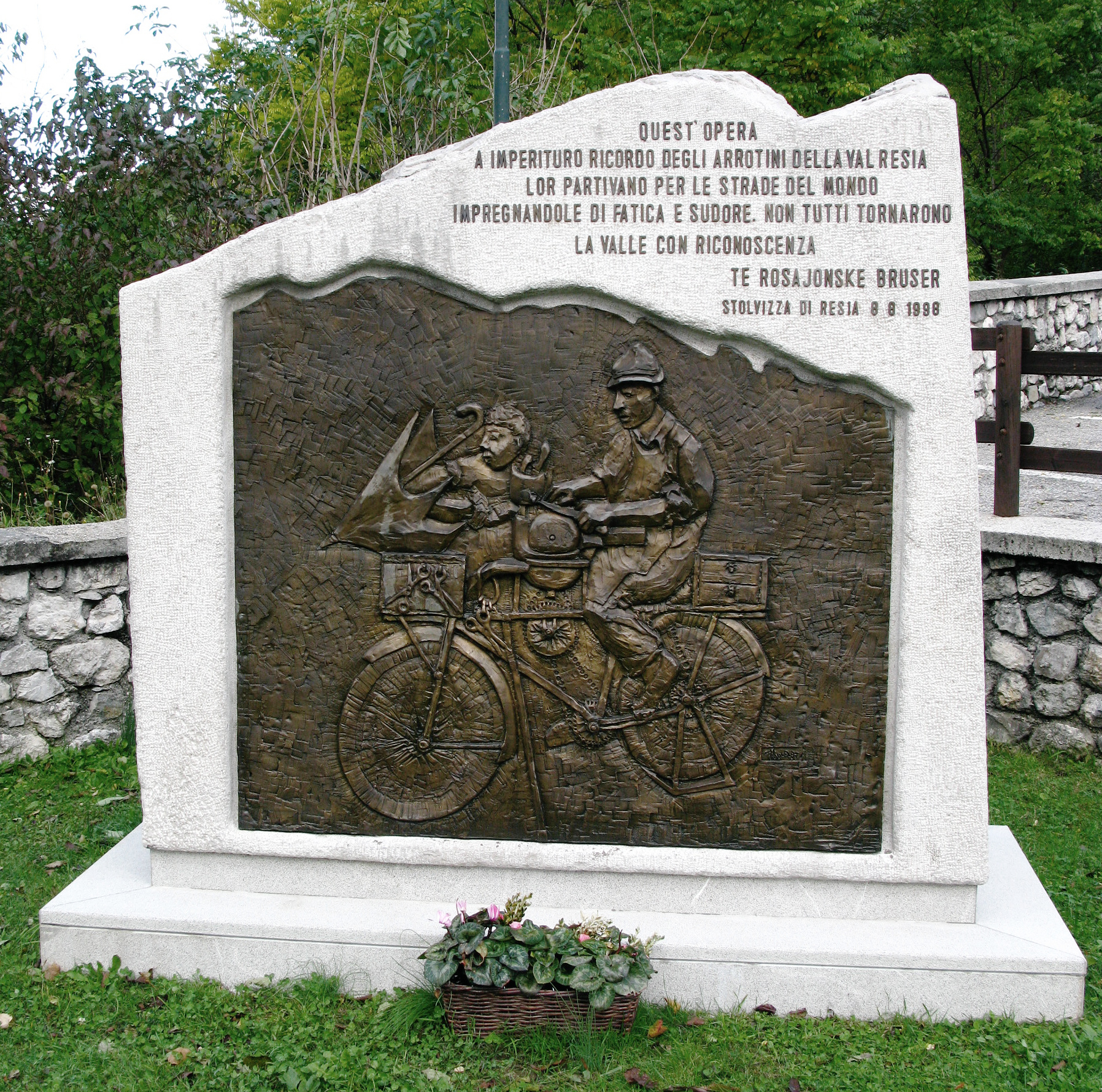
Scherenschleifer-Denkmal in Stolvizza im Résiatal

Eine weitere Erinnerungsstätte befindet sich im Résiatal im italienischen Friaul, und zwar in der Gemeinde Resia im Ortsteil Stolvizza, dem „Dorf der Arrotini“, der Scherenschleifer. Das dort 1999 eröffnete Scherenschleifer-Museum informiert über die ehemaligen Wanderhandwerker aus dem Dorf und dem Val Resia, die früher durch ganz Europa und vor allem durch die Länder Österreich-Ungarns zogen. Ein zuvor im Jahr 1998 eingeweihtes Denkmal, bestehend aus einem großen, in einen Felsbrocken eingearbeiteten Flachrelief aus Bronze, zeigt einen Arrotini mit seinem typischen umgebauten „Scherenschleifer-Fahrrad“ aus den 1960er Jahren. Jährlich wird in dem Ort eine Festa del arrotino, ein „Fest der Scherenschleifer“, gefeiert.
Im spanischen Galicien wird in der Provinz Ourense das Wandergewerbe der ehemals aus dieser Region stammenden Scherenschleifer, der Afiladores, unter anderem mit einem Denkmal in der Gemeinde Nogueira de Ramuín gewürdigt. Eine lebensgroße Bronzeplastik, geschaffen von dem spanischen Bildhauer Manuel García de Buciños, zeigt einen Afilador mit seinem Schleifkarren beim Schärfen eines Messers. Die Plastik steht auf einem hohen Steinsockel mit Wasserspeiern, inmitten der Wasserfläche einer Brunnenanlage. Ein weiteres Scherenschleifer-Denkmal, ebenfalls eine Bronzeplastik, steht in der Gemeinde Esgos, die in der Nähe von Ourense gelegen ist.

## Medien

### Fernsehen
- Einer der letzten seiner Art: Der mobile Messer- und Scherenschleifer Marco Sala. In: Franken Fernsehen, Sendung vom 18. April 2018 (2:51 Minuten)
- Angelo Schmid – Mobiler Messerschleifer. In: ORF 2, Sendereihe heute konkret, Sendung vom 25. Mai 2015 (3:28 Minuten)
- Der Scherenschleifer – Überleben auf Messers Schneide. In: SWR Fernsehen BW, Sendereihe Mensch Leute, Sendung vom 9. März 2015 (30:00 Minuten)
- Lokalzeit Südwestfalen: Der mobile Scherenschleifer. In: WDR Fernsehen, Sendereihe Lokalzeit, Sendung vom 16. Dezember 2014 (3:40 Minuten)
- Wanderschleifer – Messerschleifer „Rief“. In: Tirol TV, Sendereihe Allerhand aus’m Tyrolerland, Sendung vom 28. Februar 2014 (3:11 Minuten)

### Hörfunk
- Berufsbild: Scherenschleifer Romeo Weiß in der Deutschen Digitalen Bibliothek – Hörfunksendung des SDR vom 29. November 1994 (5:35 Minuten; Permalink zur Archivalieneinheit R 1/005 D941071/108 im Findbuch des Landesarchivs Baden-Württemberg)